# Карабахское ханство
Карабахское ханство (перс. خانات قره‌باغ‎, азерб. Qarabağ xanlığı, арм. Ղարաբաղի խանություն) — одно из самых сильных ханств, существовавших на части территории современных Азербайджана и Армении во второй половине XVIII — начале XIX века.
Независимое или полунезависимое от иранских правителей (Зендов, Каджаров) ханство, а с 1805 года территория ханства вошла в состав Российской империи. Ханство располагалось на части территории Восточной Армении.
В настоящее время былая территория Карабахского ханства разделена между Азербайджаном и Арменией.

## Администрация

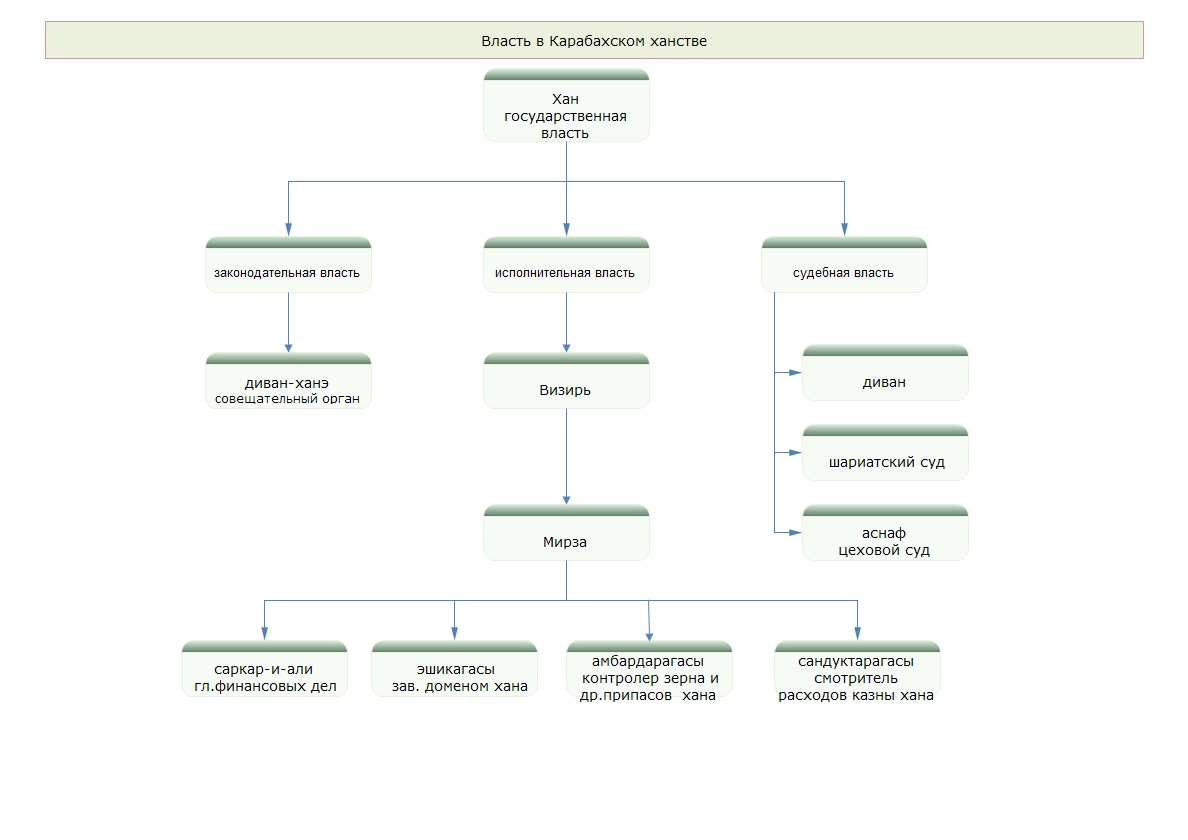
Схема власти в Карабахском ханстве

Карабахское ханство представляло собой политическую структуру, обладавшую основными атрибутами независимого государства. Во главе ханства стоял хан, имевший неограниченную власть, передававший свои функции по наследству в собственной династии по мужской линии. Ханство располагало своей администрацией и монетным чеканом, войском, вело самостоятельную внутреннюю и внешнюю политику.
В. Левиатов, характеризуя ханскую власть, отмечал: «Это была феодальная власть, не различавшая и отождествляющая государственное и личное ханское имущество. Распорядки, существовавшие в ханствах, показывают, что управление ими устроено было и рассматривалось как управление вотчинными владениями ханов».
По словам российского востоковеда И.Н. Березина, хан был совершенно независим. Хан сосредоточил в своих руках не только всю административную и судебную, но и даже духовную власть (шариатский суд). Приводя пример о могущественности ханской власти, Березин отмечал, что хан мог вынести смертный приговор и решение о помиловании в отношении любого жителя ханства, будь то чиновник или простой крестьянин.

### Исполнительная власть
Главным исполнителем указов и распоряжений ханов принадлежала визиру. В его компетенции были все гражданские дела ханства. После визира в системе управления следовали саркар-и-али — глава финансовых дел; эшикагасы — ведал доменом хана; сандуктарагасы — смотритель расходов казны хана; амбардарагасы — контролер зерна и других припасов хана. Все они являлись сановниками высокого ранга. Визирь Мирза Джамал Джаваншир руководил диваном и имел ряд мюнши (писцов), которые вели налоговые отчеты и различные грамоты (талике) ханов Карабаха. Зажиточные деревни должны были вносить денежные выплаты (мирзаяни) в дополнение к жалованию Мирзы Джамала и его писцов. Кроме того, Мирза Джамал получил доход от нескольких мюльков, которые были переданы его семье. В русском «Описании» 1823 года также упоминаются Мухаммед Али-бек, Ахмед-ага и Хаджи Юсиф, которые действовали как диванбейи, или офицеры, служившие в ханском трибунале, совете и шариатском суде. Другим официальным лицом был лейтенант Мухаммед-бек, который служил галабеем и отвечал за мусульманскую стражу Шушинской крепости. В Шуше служили даруга и калантар. Эти должности могли даваться как тиюль или отданы на откуп за ежегодную плату. Оба офицера получали процент от привезенной и проданной в Шуше продукции. Остальные должностные лица служили в магалах. Среди них были минбаши, юзбаши, чавуши, кетходы, саркары, назиры и жуяры. Некоторые видные минбаши и юзбаши были мюлькдарами или тиюльдарами. Все они и их семьи были освобождены от налогов и обычно получали часть продукции в обмен на свои услуги. 

### Законодательная власть
При карабахском хане функционировал совещательный орган — диван-хане. Он состоял из приближенных людей правителя и высшего мусульманского духовенства. Здесь, в первую очередь, рассматривались вопросы войны и мира, распределения податей, установления новых податей, гражданские и уголовные дела. Мнения членов совета носили рекомендательный характер, хотя могли оказать определённое влияние на принятие ханом решения в отношении наиболее важных и существенных дел. Однако последнее слово было за ханом.

### Судебная власть
Как и в других ханствах, в Карабахском ханстве функционировали три формы суда: диван — рассматривал дела государственного значения и важные уголовные преступления; шариатский — решал вопросы наследования, раздела имущества, различные бытовые проблемы, заключал браки; аснаф — цеховой суд, решал споры внутри ремесленных цехов, жалобы населения на ремесленников.

## История

### Предыстория
Карабах находится в южной части Закавказья и охватывает территорию, протянувшуюся от Малого Кавказского хребта до равнин у слияния рек Кура и Аракс.
Территория входила в состав Великой Армении — области Арцах и Сюник, и была населена армянами. Численность армянского населения сократилась в период арабского вторжения и Персо-византийских войн. Позднее, персы переименовали регион в Арран. На протяжении почти 500 лет тюркские и монгольские кочевые племена вторгались и обосновывались в исторической Армении, что привело к резкому сокращению армянского населения региона, однако они сохраняли подавляющее большинство в Нагорной части и в Зангезуре. Постепенно термин «Карабах» заменил термин «Арран».

Во времена правления Сефевидов (1502—1736) Карабах входил в состав Карабахского (Гянджинского) беглербегства Сефевидского государства, нагорная часть которого оставалась в руках армянских правителей (см. Меликства Хамсы), а низменности и предгорья входили в мусульманские ханства. Армянские меликства были также на территории Зангезура. Карабахским бейлербейством правил род Зиядоглу. Мирза Джамал Джаваншир пишет:
Во времена ныне пребывающих в раю Сефевидских правителей Ирана, провинция Карабах, её кочевые племена и армянские магалы-хамсе, а именно, Дизак, Варанда, Хачин, Челаберд и Талыш, подчинялись бейлербею Гянджи. Несмотря на то, что до правления покойного Надир Шаха среди племён Джаваншир, Отузики, Бергюшад и других были мелкие ханы, все они находились под управлением гянджинского бейлербея
Падение Сефевидов стало причиной османского вторжения в Закавказье. Поскольку армяне помогали Надир Шаху в вытеснении Османов из Эриванской и Гянджинской провинций, сражаясь с ними, они были вознаграждены за свою верность. Не доверяя некоторым из кочевых племён Карабаха, Надир переселил часть из них, в частности племя Джаваншир, в Иран, и полностью реорганизовал административную структуру области. По словам Мирзы Адыгёзаль Бека:
Зная о том, что оджаг (клан) Зиядоглу существует уже много поколений, Надир Шах счёл правильным не наказывать их, как племена Газаха и Борчалы (за неоказание сопротивления османам), которым вместе с их ханами было приказано подчиняться вали Грузии. Однако он приказал карабахским племенам Джаваншир, Отузики и Кебирли пересилиться в Серахс в провинции Хорасан… Меликам Хамсы был пожалован указ, который освобождал их знать и простолюдинов от ига гянджинских ханов… Отныне они могли считать себя свободными и должны были посылать все свои петиции и просьбы напрямую к монарху

### Образование Карабахского ханства
После убийства Надир Шаха и развала Иранского государства упомянутые выше племена вернулись из своей ссылки в Иране. Предводитель племени Джаваншир Панах Хан из оймага Сарыджалы Джеваншировского племени, который, по словам советского историка  И. П. Петрушевского, «стоял в ряду наиболее значительных государственных деятелей Азербайджана XVIII века», воспользовался возникшим после убийства Надира хаосом в регионе, и в 1747 году стал ханом Карабаха.

Согласно Мирзе Джамалу, для укрепления своего контроля над Карабахом, Панахали Хан должен был подчинить своей воле пяти армянских меликов. Панах воспользовался междоусобицами среди них в нагорной части Карабаха, поддержал одного из них — мелика Варанды Шахназара (позднее они совместно построили Шушинскую крепость), и с его помощью в течение нескольких лет путём массовых убийств и грабежей подчинил себе остальных меликов. Мирза Адыгёзаль-бек даёт описание магалов и меликов:
Первый из этих магалов назывался Дизак. Меликами этого магала были Мелик Егяны, которые были беженцами из Лори. Они получили титул мелика от Надир Шаха… Вторым магалом была Варанда. Его меликами были Шахназаряны, которые были родом из ещё более древнего семейства и бежали из района Гёйчи. Третьим магалом был Хачин. Его мелики были потомками клана Хасан-Джалалянов. Они продолжали оставаться (могущественными) до появления Панах-хана Джаваншира… Мелик Мирза-хан Хындырыстанский был лоялен Панах Хану и чеканил в своем меликстве монету из чистого серебра на имя Панах-хана… Его сын Мелик Аллахверди и внук Мелик Гахраман возвысили (славу) этого меликства до небес… Четвертым магалом был Джраберд. Меликом этого магала был Мелик Аллахгулу. Его предки прибыли из Махавуза (в Зангезуре) и построили крепость при реке Тертер в Джермухе и превратились в его независимых и знаменитых правителей… Пятым магалом был магал Талыш (Гюлистан). Его меликом был Мелик Усуб (Овсеп), чьи предки прибыли из Ширвана… Мелик Усуб захватил крепость Гюлистан и поселился в ней
По сведениям Мирзы Джамала Джаваншира, в изгнании османов из Южного Кавказа (1735), большую помощь Надир-хану оказали эмиры племени Джаваншир — Бехбудали и его брат — будущий основатель Карабахского ханства — Панах Али-хан, а также Карабахские ополченцы. За эти заслуги Надир Шах назначил Панах Али-хан полководцем, Бехбудали — церемониймейстером, в связи с чем оба эмира оказались при дворе, под надзором Надир-хана. В отместку за не признание его коронации, Надир шах приказал переселить подвластные им племена Джаваншир, Отузики и Кебирли из Карабаха в область Серахс в Хорасане. Это не могло не встревожить Панах Али-хан и его брата Фазали-бека. Последний в доверительной беседе в узком кругу феодалов имел неосторожность открыто выразить своё возмущение по поводу переселения элатов Карабаха в Хорасан. За это Фазали-бек был казнён Надир-шахом. Чтобы избежать участь брата, Панах Али-хан вместе со своими сородичами покинул лагерь Надир шаха и в 1738 году направился в Карабах. Вскоре, встав во главе племени Отузики, он вместе с эмиром двадцати тысяч дворов Джаваншира повёл повстанческие отряды против иранского шаха. В 1747 году Надир-шах был убит группой афшарских и каджарских эмиров, так как после покушения на него шах стал «неуправляем»: «его действия становились всё более жестокими и неуравновешенными, его вымогательства вызывали мятежи в провинциях». После убийства Надир шаха на престол взошёл Адиль Шах, который своим указом в 1748 году присвоил Панах Али беку титул хана и назначил его правителем Карабаха.
В начале XIX века С. М. Броневский (правитель канцелярии главнокомандующего на Кавказе Цицианова) отмечал:
Ханство карабагское, лежащее в великой Армении между стечением Куры и Аракса, разделяется на следующие уделы: 1е, Сараперт, принадлежавший мелику Межлуму сыну Адамову. 2е, Куластан. владение мелика Лбова сына Иосифа. 3е, Воранда — мелика Шахназара сына Гуссеинова. 4е, Хачен — мелика Алаверди сына Мирзаханова. 5е, Дузах — мелика Бахтама внука Еганова.
В 1733 году карабагские армяне выгнали турок из своего владения, при сем случае убит был сераскир Сара Мустафа паша. Потом возставшия между меликами раздоры были причиною войны, /л. 269/ которая продолжалась более двадцати лет. Мелик Шахназор призвал к себе на помощь владетеля кочующаго чавонширскаго народа Фона хана и здал ему крепость Шуши. По смерти [156] Фона хана сын его, ныне владеющий Ибрагим хан, довершил и покорение и раззорение меликов, из коих многие перешли в Грузию, а подданные их армяне разбрелись по разным сторонам, наиболее в Россию, в Грузию и Ширвань. Прежде сего Карабаг славился своими конскими заводами, и лучшие лошади в Персии почитались карабагские. /л. 269 об./ Ныне в сей богатой провинции, в которой считалось до 60 тысяч дворов жителей, едва пять тысяч дворов жителей осталось. В 1796 году во время экспедиции на Персию щиталось в Карабаге до 30 тысяч вооружённых армян, которые от всех прочих отличаются способностию своею к военному ремеслу. Шушинскую крепость, столицу ханства карабагскаго, почитают в Персии за неприступную.
Армянские мелики просили неоднократно от России помощи для свержения Ибрагим хана и имели частыя сношения с фельдмаршалом князем Потемкиным Таврическим и с бывшим /л. 270/ на Кавказе начальником генерал-поручиком Потемкиным, чрез гайнанскаго архиепископа Иосифа Аргутинскаго, что был после патриархом, ссылаясь на обнадеживание российскаго покровительства, грамотою Петра Великаго обещаннаго всему армянскому народу. Причины, которыя препятствовали оказать им деятельное пособие, кажется были следующие: 1е, междоусобная война меликов, помышлявших более всякой о себе, нежелание о спасение отечества. 2е, легковерие их и нетвёрдость в слове, на которое полагаться неможно. 3е, армяне карабагские в то время при единодушном /л. 270 об./ совокуплении могли бы вооружить ещё от 30 до 40 т. войск, однако сего не зделали. Следовательно временная помощь российскаго войска не могла их избавить от порабощения. А есть ли бы и получили они прежнюю свою независимость, то по существу феодального правления, к возстановлению коего стремились все их усилия, должно было ожидать, что неминуемо воспоследует вторично междоусобная война у меликов
Территория Карабахского ханства соответствовала Карабахскому вилайету, включающему в себя владения армянских меликов, который, согласно Мирза Джамал Джеваншир Карабагскому, прежде целиком входил в состав Карабахского бейларбекства со столицей в Гяндже.

### Правление Панах-Али хана

Панах Али-хан: Основатель и первый правитель Карабахского ханства.

На территории Карабахского ханства не было центрального населённого пункта, который мог бы стать укрытием при опасности. Поэтому первой задачей хана стало строительство надежной крепости. В 1748 году в магале Кабирли была построена крепость Баят.
Следующая цель была нейтрализация влияния Гаджи Челеби в Карабахе. В бою вблизи крепости Баят, Панах-хан разгромил объединённое войско Шекинского и Ширванского ханов. Победы над превосходящими силами противника прославили Панахали хана, повысили его влияние укрепив его позиции в Карабахе. Из-за слабости стратегического положения Баята, в 1751—1752 году Панах-хан построил новую крепость Шахбулаг и отдал распоряжение разрушить крепость Баят.
Тем временем армянские меликства Хамса (на территории более раннего армянского княжества Хачен), которые при правлении Надир шаха были непосредственно подчинены ему (Надир шаху), после его смерти стали враждовать между собой. Так, если до Надир-шаха эти меликства подчинялись беглербегу карабагскому и ганджинскому, то в 1747—1749 гг. они попали в вассальную зависимость от карабахских ханов. Мелик Варанды Шахназар, против которого были враждебно объединены другие мелики, первым признал власть Панах-хана. Панах-хан поддержал мелика Шахназара и с его помощью подчинил себе всех армянских меликов и сделал их своими вассалами.

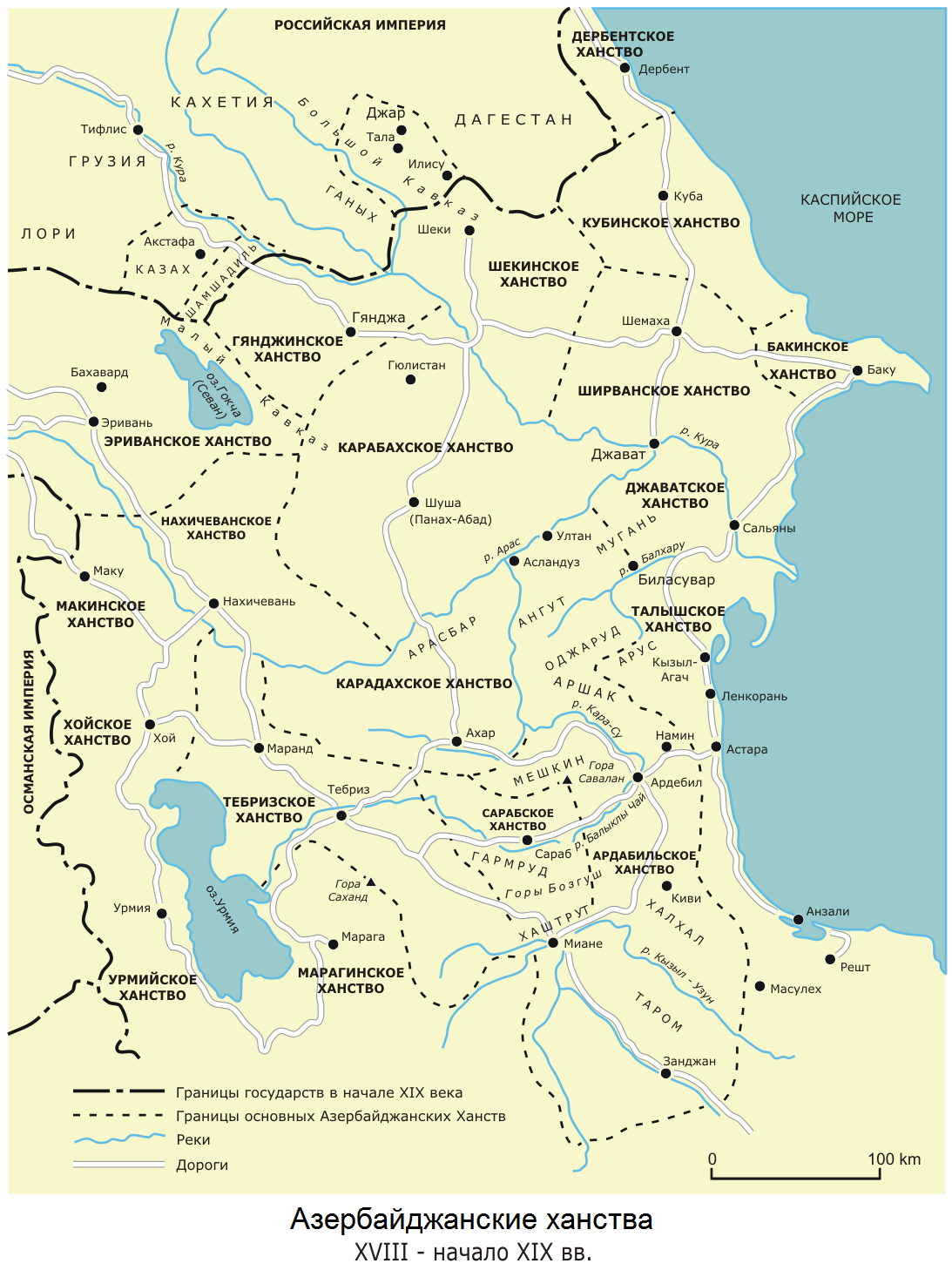
Ханства Закавказья и Иранского Азербайджана, XVIII — начало XIX вв.

Приход к власти в Иране Мухаммед Гасан хана Каджара создавал угрозу для Панах-хана, так как могли усилиться позиции Гянджинского хана, который также был из династии Каджар. Чтобы противостоять наметившейся угрозе, Панах-хан принял решение о строительстве более прочного укрытия. Мирза Джамал Гарабаги пишет, что Панах-хан собрал близких ему людей на совет. Он выразил сомнение, что крепость Шахбулаг сможет выдержать осаду в случае наступления на Карабах усиливающегося в Иране Мухаммедгасан хана Гаджара и окрестных ханов, предложил «построить в горах крепкую и непроходимую, несокрушимую крепость», которая могла бы оказать сопротивление сильному врагу. Хан считал, что часть крепости со стороны гор всегда должна быть открыта для населения, и связь с магалами не должна теряться. Далее Мирза Джамал отмечает, что, когда об этом решении было сообщено мелику Шахназару, указал на место нынешней крепости Шуши. После этого Панахали хан сам ознакомился с указанным местом и заложил камень в основание крепости. В российском документе середины XVIII века сообщалось: «Крепчайшее по местоположению селение здесь Шуша. Оно принадлежало мелику Шахназару варандинскому, который, поссорясь с другими двумя меликами… союзными между собою издревле, вошёл в союз с Фона-Ханом (Пена-Ханом), незнатным владетелем кочующего близ Карабага Чаванширского (или Шаваншорского) татарского народа, по смерти Надыра; уступил ему Шушийскую деревню…».
Во время правления Панахали хана, Карабахское ханство значительно расширилось, распространяя своё господство над территориями соседних ханств. Под его влияние попали Гянджинский, Карадагский, Ардебильский и Нахчыванский ханы, расширив свои владения на юго-восток и юго-запад, он подчинил себе Татевский, Сисианский, Кафанский, Мегринский магалы Мирза Адыгезал бек по этому поводу пишет: «Панахали хан отобрал у Гарадагского правителя магалы Мегри, Гюней вплоть до Баргюшада и подчинил их себе. У Нахчыванского правителя он отобрал Татив и Сисиан, у Тебризского беглярбека — Зангезурский и Гапанский магалы, у Иреванского правителя — родные для коланцев места вдоль реки Тертер от села Ушаджиг до границы Гейчи. Он прибрал к своим рукам также территорию от Худаферинского моста до реки Кюрек, находившуюся в подчинении Гянджинских правителей». Летописец отмечает, что покровительство у Панах-хана попросили один из минбаши (тысячник) Кенгерлинского клана Нахчывана, минбаши Дамирчигасанлинского клана и племя Джинны из Борчалы.
В 1733 году карабахские армяне выгнали османских турок из своих владений, при этом убив сераскира Сара Мустафу пашу. После чего между владетелями армянских меликств возникли междоусобные распри, вылившиеся в 20-летнюю войну. Мелик Шахназар, пытаясь взять верх над своими противниками, приглашает себе в помощь предводителя кочующего джеванширского племени, сдав ему крепость Шуши. После смерти Надир-шаха в 1747 году, на престол сел его племянник Адиль-шах, который в 1748 году назначил правителем Карабаха Панах-хана, присвоив ему звание хана. Придя в Карабах, лидер джаванширского племени «Панах хан задумал подчинить себе армянские магалы Хамсе». От карабахского хана стали зависеть пять армянских меликств нагорной части Карабага (Гюлистан, Чараберд, Хачен, Варанда и Дизак). Несмотря на то, что мелик Хачена поначалу проявлял враждебность, впоследствии он подчинился Панах Хану, и ему и его потомкам было разрешено оставаться меликами своего магала. Однако мелики Дизака, Джраберда и Гюлистана оставались врагами Панах Хана на протяжении нескольких лет. В конечном итоге, после массовых убийств, ограблений и других необходимых предприятий, подчинились и они. Вскоре после этого жители Хачена восстали против Панах Хана, собрали примерно две тысячи стрельцов и укрылись в сильном сыгнахе. Панах Хан взял укрепление на третий день, казнил часть его защитников, и в целях преподать им хороший урок возвёл башню из примерно трёхсот пронзённых копьями голов на берегу реки Хачынчай. Затем он назначил в Хачен другого мелика. Оставшиеся мелики были очень напуганы, и хотя временами они выказывали враждебность, большинство из них пришло к соглашению с Панах Ханом. Мелик Хатам (Атам) Джрабердский и Мелик Усуб (Овсеп) Гюлистанский сражались с ханом какое-то время, но впоследствии бежали в магал Шамхор в Гяндже. Впервые за свою историю Нагорный Карабах оказался под властью тюркского правителя. Причиной этого становится междоусобица между армянскими правителями Нагорного Карабаха.
В историческом документе царя Грузии Ираклия II сообщается: «Хамс составляет владение во оном семь воеводских правлений, народ весь армянского закона. В том владении находится армянской патриарх… один человек [Панах Али], закону магометанскаго и от народа жаванширскаго, принял силу; среди того правления, Хамсы, стоит старинная крепость, которая им обманом взята… и армяне хамские к воинству весьма храбры; а как в указанных семи частях воеводы между собоя несогласны, то по такому их несогласию жаваншарами под свою власть приведены».

### Правление Ибрагим Халил-хана
После Панах-хана правителем Карабаха стал его сын Ибрагим Халил, который, согласно родовому историку Мирза Джамал Джеванширу, властвовал в своём ханстве, не подчиняясь ни Ирану, ни Турции. При нём Карабахское ханство стало одним из наиболее могущественных азербайджанских ханств. Временами Ибрагим-хан имел сильное влияние на правителей соседних ханств — Карадага, Ардебиля, Нахчевана и Гянджи. Родственные связи были установлены с Омар-ханом, аварским правителем, сестру которого Ибрагим-хан взял в жёны.
В 1783—1784 гг. Ибрагим-хан вёл тайные переговоры о принятии Карабахского ханства в российское подданство. В 1795 и 1797 гг. противостоял нашествиям иранских войск Ага Мохаммед-хана (с 1796 г. — шаха), основателя каджарской династии в Иране, подвергшего Карабах разгрому и опустошению. В 1797-99 гг. под угрозой поглощения Ираном вновь обращался к России с просьбой о покровительстве. В 1805 году был подписан договор о переходе Карабахского ханства под власть России.
Ибрагим-хан, продолживший в отношении непокорных армянских меликов политику своего отца, Панах Али-хана, своими действиями вызвал массовый исход армянского населения из Нагорного Карабаха в конце XVIII века:
Прежде сего Карабаг славился своими конскими заводами, и лучшие лошади в Персии почитались карабагские. Ныне в сей богатой провинции, в которой считалось до 60 тысяч дворов жителей, едва пять тысяч дворов жителей осталось.
Бегству армян также способствовали разрушительные вторжения иранских войск. Одновременно происходило дальнейшее заселение Нагорного Карабаха тюрками. Основными занятиями населения были земледелие, скотоводство и садоводство, ремесленники славились изготовлением ковров и кожаных изделий.

Шестигранная булава — символ правления Ибрагим Халил хана
Памятник Вагифу (государственный деятель (визирь) Карабахского ханства) на фронтоне лоджии здания Музея азербайджанской литературы имени Низами Гянджеви. Скульптор — Джалал Каръягды, 1940[63]

### Переход в состав Российской империи

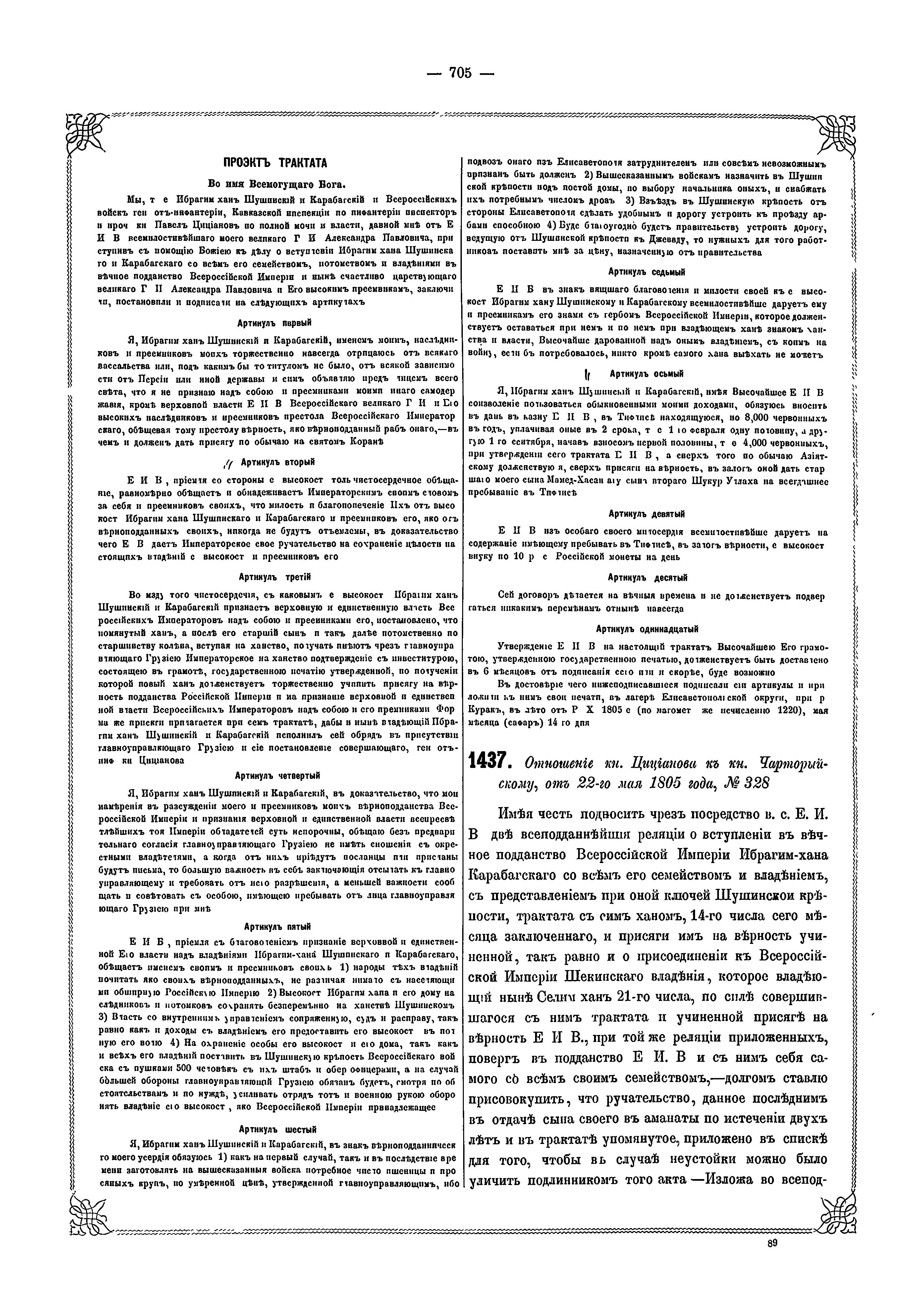
Кюрекчайский договор 1805 года

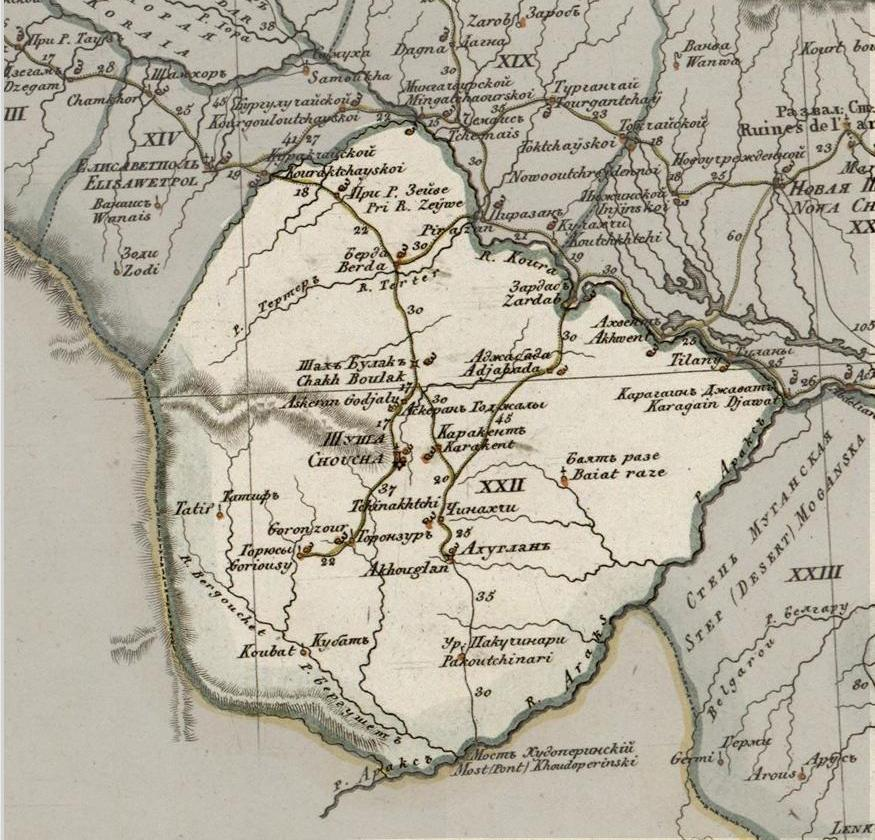
Ханство на карте 1823 года

Находясь во враждебных отношениях с Каджарами, которые вновь объединил Иран под своей властью, Ибрагим-хан искал покровительства России, войска которой вторглись в Закавказье. 14 (16) мая 1805 года в местечке Кюрекчай недалеко от Гянджи между П. Цициановым и Ибрагим-ханом был подписан Кюрекчайский договор о переходе Карабахского ханства под власть России, однако де-факто Карабах оказался под контролем России немедленно, де-юре же этот переход был признан верховным сувереном Карабаха - персидским шахом по Гюлистанскому мирному договору (1813).

Из всеподданнейшего рапорта князя Цицианова от 22 мая 1805 года: 
Имея счастие всеподданнейше поднесть В. И. В. ключи Шушинской крепости и трактат, заключённый с Ибрагим-ханом Карабагским, о вступлении его со всем его семейством и Карабагским владением в вечное подданство В. И. В., обще с присягою им учененною на верность онаго, в присутствии моем, — приемлю смелость всеподданнейше поздравить В. И. В. с сим новым разширением Российской Империи.
 В соответствии с договором хан признавал себя "верноподданным рабом" российского императора и отрекался от персидского подданства; он обещал не вступать в сношения с окрестными владетелями без разрешения главноуправляющего Грузии, принять и содержать в Шушинской крепости русский гарнизон из 500 человек,  выплачивать России дань 8 тысяч золотых (24 тыс.рублей) ежегодно и отправить в Тифлис заложниками двух своих старших сыновей Мамед-Хасанагу и Шукур-Уллаха на всегдашнее пребывание. Со своей стороны император брал на себя обязательство в отношении сохранения целостности владений и преемственности ханской династии в Карабахе, включая суды и налоги. Этот договор с вассальным владетелем однако не имел международного характера, так как формально Карабах оставался под суверенитетом Персии вплоть до окончания войны и заключения Гюлистанского договора, которым права на Карабах и были уступлены шахом российскому императору. Согласно статье III этого договора, 
Его Шахское Величество, в доказательство искренней приязни Своей к Его Величеству Императору Всероссийскому, сим торжественно признает, как за Себя, так и за Высоких Преемников Персидского Престола, принадлежащими в собственность Российской Империи Ханствы: Карабагское и Ганжинское…

Под предводительством подполковника Лисаневича 2 (14) июня 1806  года Ибрагим Халил-хан был убит, так как решил подчиниться Фатали шаху Каджару и покинул Шушу. Из отношения графа И. В. Гудовича к министру военно-сухопутных сил С. К. Вязмитинову от 21 августа 1806 года: 
По рапортам мною полученным от командующего войсками в Грузии ген.-м. Несветаева открывается, что 17-го Егерского полку подполк. Лисаневич и бывший с ним майор Джораев, без побудительных причин, с отрядом егерей учинили нападение на Ибрагим-хана Шушинского, который, не имев при себе войска, кроме прислужников 35 чел. мужеска и женска пола и 1 жену с 3 малолетними детьми, находился по сю сторону кр. Шуши близ садов, на горе без всякого укрепления, и сам вышел из палатки на встречу отряда, не сделав ни одного выстрела; но егери начали стрелять и колоти штыками, где Ибрагим-хан убит и все бывшее с ним имение досталось в добычу учинивших нападение.

В то же день граф Гудович сообщил министру иностранных дел барону А. Я. Будбергу: 
Хан Карабагский, как видно из рапорта ген.-м. Небольсина, секретно разведывавшего о всех обстоятельствах сего важного происшествия, убит понапрасну подполк. Лисаневичем, об отдании коего под следствие я с сею же эстафетою всеподданнейше доношу Е. И. В.
По указу Александра I от 13 сентября 1806 года, ханом Карабаха был назначен Мехдигулу-ага. Мехдигулу-хан не простил России убийства отца и все время своего правления находился в тайных сношениях с Тегераном, а 21 ноября (2 декабря) 1822 года Мехдигулу-хан бежал в Каджарский Иран. По предварительному договору с Россией ханство должно было перейти к полковнику Джафаргулу-аге, племяннику Мехдигулу-хана. Воспользовавшись бегством хана и этим явным нарушением обещания, главноуправляющий гражданской частью и пограничными делами Кавказа и Закавказья генерал А.П. Ермолов 14 декабря (26 декабря) сообщил Александру I, что Джафаргулу-ага в 1812 году выразил свою лояльность Каджарам и воевал против России, тот решил не назначать его новым ханом. Являясь сторонником расширения границ Российской империи до Аракса, он ликвидировал автономию ханства и провозгласил эту территорию Российской провинцией. Не веря в присутствие Джафаргулу-аги в этом районе, Ермолов вызвал его в Тифлис и отправил в Россию. Для подсчёта населения Карабаха и выяснения доходов, собранных последним ханом, Ермолов 13 (25) января 1823 года. поручил статскому советнику Павлу Ивановичу Могилевскому и полковнику Петру Николаевичу Ермолову II произвести подробное изучение Карабахской губернии. Два чиновника обратились за помощью к Мирзе Джамалу Джаванширу, который был главным секретарем дивана (канцелярии) Мехдигулу-хана. Он представил налоговые отчёты (дафтар) губернии и объяснил различные налоги, собиравшиеся в Карабахе в 1822 году. После беседы со многими другими чиновниками и помещиками советник Могилевский и полковник Ермолов 17 (29) апреля 1823 года представили свои заключения, оформленные в тридцати пяти реестрах, в Городскую управу в Шуше, а 2 (14) мая — генералу Ермолову в Тифлис. В обзоре приводится число податных и освобожденных от налогов азербайджанских и армянских семей и различных кочевых племён, проживавших в городе Шуша, сёлах и кочевьях Карабаха в 1822 году.
Вместе с Ширванской, Шекинской и Талышской провинциями Карабахская провинция входила в состав мусульманского округа, возглавляемого Военно-окружным начальником мусульманских провинций. Резиденция военно-окружного начальника находилась в Шуше. При преемниках Ермолова также продолжалась политика русификации в управлении ханства. В 1840 году российское правительство приказало отменить все местные законы и обычаи, все дела вести на русском языке, а все административные должности должны были принадлежать русским. Мирза Джамал Джаваншир вышел на пенсию, и его пенсия была прекращена. Эта система вызывала большое недовольство. Только во времена вице-регентства князя Михаила Воронцова регион добился определённых успехов в смешении местной системы с системой имперской администрации. Пенсия Мирза Джамалу была восстановлена, и он получал доход от села Каргабазар. В 1840 году Карабахская провинция была переименована в Шушинский уезд, вошедший в состав Каспийской области. С 1846 года Шушинский уезд входил в состав Шемахинской губернии (в 1859 году переименованной в Бакинскую), а с 1867 года — в Елизаветпольскую губернию.

## Население
На момент образования ханства, которое включило в себя земли ликвидированных армянских княжеств Карабаха и Сюника, армяне составляли абсолютное большинство населения ханства. В Равнинном Карабахе проживали тюркские племена джеваншир, кебирли, отуз-ики, в нагорной части Карабахского ханства — преимущественно армяне. Так в турецкой официальной грамоте о населении карабахского региона сказано: «Население горных селений из народности армян». И. П. Петрушевский, говоря о XVIII веке, также отмечал, что нагорная часть Карабаха была населена армянами.
С образованием Карабахского ханства, происходит усиленная миграция тюркских и курдских племён в Карабах и, наоборот, эмиграция из него армян. Ахмедбек Джеваншир пишет об этом:
«Одновременно с этим и несколько после этого переселились к Панах-хану в Карабах из Грузии и соседних ханств следующие кочевые общества: Пюсьянское, Карачарлинское, Джинлинское, Дамирчи-Гасанлинское, Кызыл-Хаджилинское, Сафи-Кюрдское, Бой-Ахметлинское, Саатлинское, Кенгерлинское и многие другие».
.В 1752 году карабахские армяне, из-за внутренних распрей между армянскими меликами, попали под власть Карабахского ханства. Армянский мелик Шахназар Второй выдал свою дочь замуж за мусульманского хана Ибрагима, из-за чего, Ибрагим,фактически попал в зависимость от армянских меликов, особенно от своего тестя Шахназара Второго 
Войско в Карабахском ханстве состояло из местных 7000 армянских и 3000 мусульманских (состоявшее исключительно из наемных лезгин) воинов
На втором этапе правления Ибрагим-хана, внутренняя политика которого стала отличаться жестокостью и стремлением к исламизации армян, а также постоянные набеги персидских войск на карабахских армян, существенно усложнилось положение карабахцев и их меликов. Многие армяне начали покидать Карабах и уезжать в Грузию  и Ширван. В 1796 году русский император Павел Первый издал указ о переселении 60,000 карабахских армян на Северный Кавказ.
Опустевшие армянские селения, и их наследие, описывает в своей книге ленинградский археолог Е. Г. Пчелина, исследовавшая Кельбаджарский район в 1940 году.

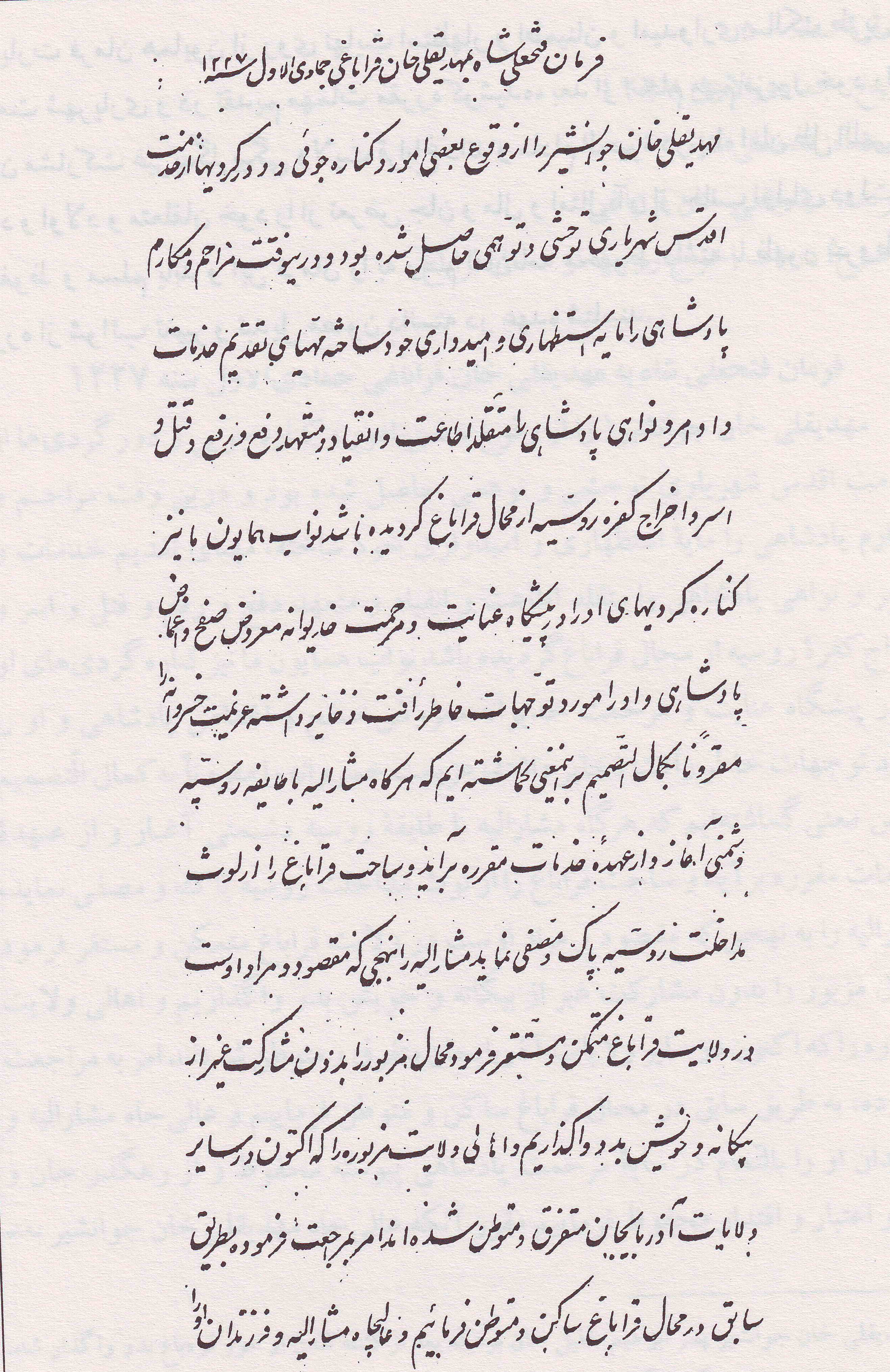
Письмо Фетх Али-шаха Каджара Мехди Кули Хану Джеванширу. 13 мая 1811 года

Одним из первых документов уже после присоединения к России, сообщающий подробные сведения об этническом составе населения Карабаха является Налоговый реестр Карабахской провинции «Описание Карабахской провинции», составленное на 1823 год по распоряжению главноуправляющего в Грузии Ермолова действительным статским советником Могилевским и полковником Ермоловым. Согласно данным реестра, в провинции имелся один город — Шуша, и около 650 селений (140 из них — азербайджанские (указаны как «татарские») деревни, 160 — армянские и 350 — кочевые пастбища). Распределение армян и азербайджанцев в Карабахе было неравномерным, армянское население ханства было сконцентрировано в основном в Нагорном Карабахе, где армяне составляли 96,3 % населения. Бо́льшая часть Карабахской провинции была населена различными тюркскими и курдскими племенами, однако они были сконцентрированы в основном в равнинной части ханства. Большинство из них кочевало в северной, южной и восточной частях провинции. 56 различных племён образовывали две главные конфедерации, известные как ийирмидёрд и отузики. В Карабахе также проживали две другие группы кочевников, Джаваншир и Джебраил. Первая проживала в различных азербайджанских деревнях, а вторая — кочевала возле реки Аракс. Согласно русскому «Описанию», они составляли большинство населения в целом по ханству, за исключением Нагорного Карабаха.
| Национальность                                      | Численность семей | В городе Шуша | В деревнях |
| --------------------------------------------------- | ----------------- | ------------- | ---------- |
| Азербайджанцы (в источниках — «тюрки» или «татары») | 15 729            | 1111          | 14 618     |
| Армяне                                              | 4366              | 421           | 3945       |
| Всего                                               | 20 095            | 1532          | 18563      |

По данным переписи 1823 года, около трети населения территории всего Карабахского ханства составляли армяне, и около двух третей азербайджанцы. Джордж Бурнутян указывает что в переписях показано, что армянское население было в основном сосредоточено в 8 из 21 магалов (районов) Карабаха, из которых 5 составляют современную территорию Нагорного Карабаха, а 3 входят в современную территорию Зангезура. Таким образом 35 процентов населения Карабаха (армяне) проживали на 38 процентах земли (в Нагорном Карабахе), составляя на ней абсолютное большинство — около 92%. Согласно к. и. н. Анатолию Ямскову, следует учитывать тот факт, что переписи населения велись в зимний период, когда кочевое азербайджанское население находилось в равнинах, а в летние месяцы оно поднималось на высокогорные пастбища, меняя демографическую ситуацию в горных районах. Однако Ямсков отмечает, что точка зрения на права кочевых народов считаться полноценным населением сезонно используемой ими кочевой территории, на сегодняшний момент не разделяется большинством авторов, как из постсоветских стран, так и из стран «дальнего зарубежья», включая и проармянские, и проазербайджанские работы; при этом в российском Закавказье XIX века эта территория могла являться собственностью только оседлого населения.

### Социальный состав населения ханства

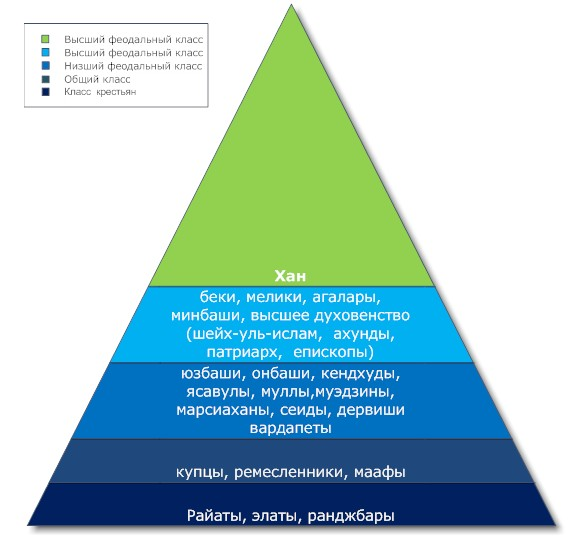
Иерархия социальных классов Карабахского ханства

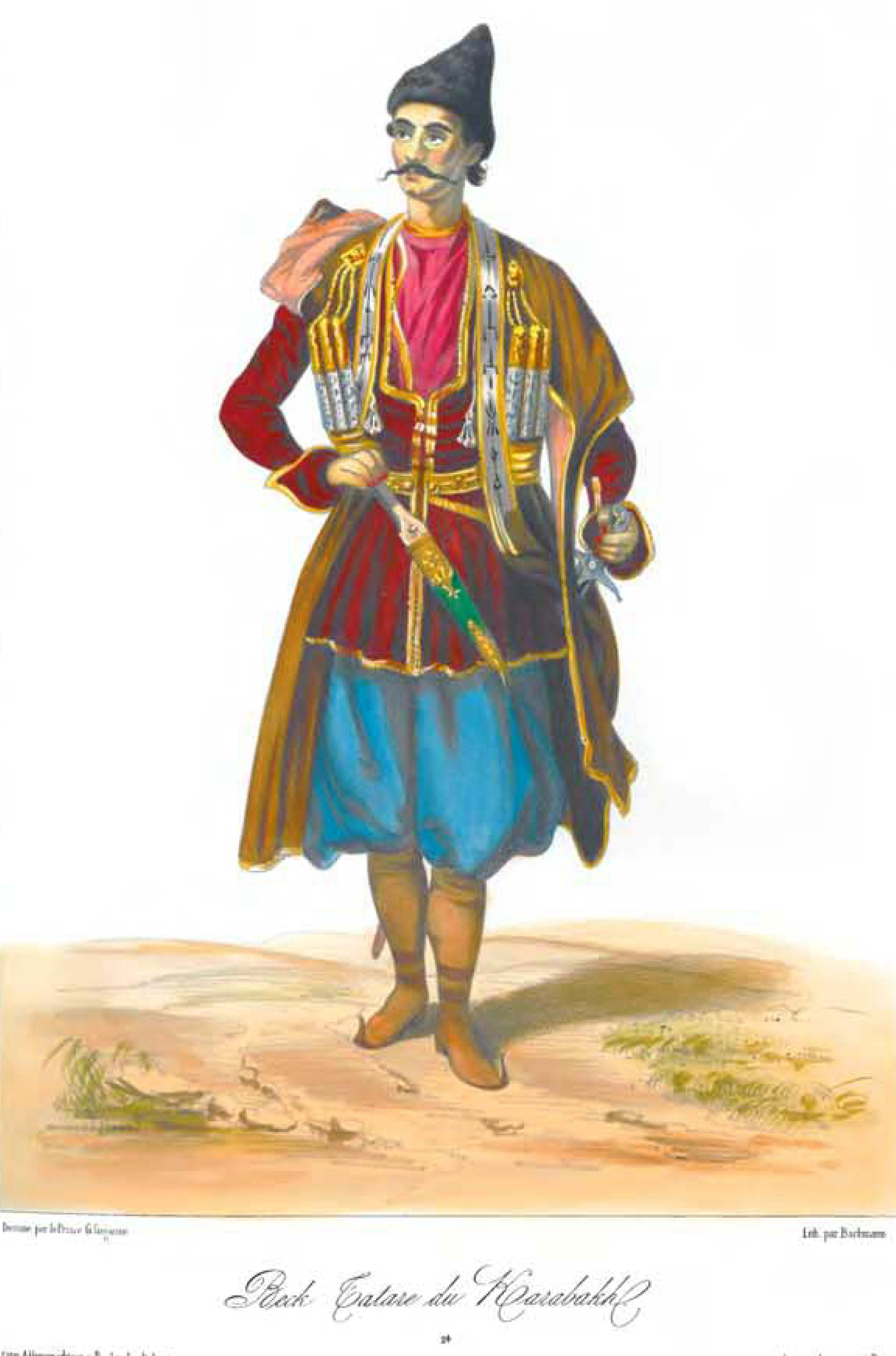
Карабахский бек. XIX век. Рисунок Г. Гагарина.

Население ханства делилось на два основных класса — феодалов и крестьян. А в городе Шуше преобладали ремесленники и купцы.
К феодалам относились хан, мелики, беки, агалары, минбаши, юзбаши, кендхуды, ясавулы и высшее духовенство.
Со слов Мирза Джамала выясняется, что беки в ханстве делились на три группы. В первую входили все те, кто имел непосредственное отношение к семье правителя: братья хана и их дети, ханские дети и двоюродные братья хана. Во вторую группу входили беки, получившие это звание грамотами (талигами) гарабагских ханов с пожалованием им сел, магалов, меликств и др. В третью группу входили беки, временно или наследственно управляющие непосредственно подвластными хану административно-хозяйственными единицами, без каких-либо пожалованных грамот. Сюда относились также и личные беки, получившие своё звание за службу при хане без пожалования в их управление сел и оймагов. Беки, относящиеся к первой и второй группам, стояли по иерархии выше беков из третьей группы.
Роль беков, особенно наследственных, в социально-экономической жизни азербайджанских ханств была значительной. Как свидетельствуют источники, «беки занимали всегда высшие должности в ханстве и при дворе хана, получали или жалованье из ханской казны или доходы от порученных
им в управление ханских земель. И, наконец, хан давал им в пожизненное владение села. Они, как и другие свободные сословия, могли приобретать земли, заниматься безо всякого платежа хану торговлей, земледелием и другими промыслами. Обязанности беков главным образом состояли в том, что они должны были быть всегда готовы на всякую службу хану, за собственный счёт».
Помимо беков, заметное место в сословной структуре Карабахского ханства занимали мелики, стоившие ниже султана и хана, которые являлись потомственными правителями небольших владений, 5 меликств, находившихся в вассальной зависимости от Карабахских ханов.
В низший класс входили крестьяне которые делились на несколько групп.

Райяты составляли самую многочисленную категорию крестьян. Райяты формально считались свободными, но в экономическом плане зависели от землевладельцев.
Элаты. Их основным занятием было скотоводство. В большинстве случаев эляты освобождались от обложения, но должны были отбывать повинности, в том числе военную в ханской армии. По свидетельству Мирзы Джамала, «все илаты Карабаха, отмеченные в журналах и списках, входили в (состав) конного войска. При надобности из магалов и сёл являлись в войско пешие стрелки со старшинами магалов».
Ранджбары. Наиболее обездоленной частью крестьянства, жившей в невыносимых условиях, были ранджбары. Ранджбары не имели своего хозяйства и работали в хозяйствах феодалов, их служилых людей. Ранджбары им же платили подати и отбывали повинности. За работу в хозяйствах феодалов они, к примеру, получали от 1/3 до 1/2 урожая, включая выработанный шелк.
В первые годы российского правления в Карабахе имелось 1190 семейств высшего сословия — ханов, агаларов, беков и лиц бекского происхождения По данным 1823 года, на территории Гарабагского ханства имелось 102 бека, 284 кендхуды и ковхи, 11 меликов, 12 дарга, 4 агалара, 1 минбаши, 27 серкеров, 64 юзбаши, 152 чавушев, а также 175 маафов. Кроме того, здесь было 1 гази, 182 муллы, 2 дервиша и 82 христианских священнослужителя.

Предметы, принадлежавшие Карабахскому ханству, в Музее истории Азербайджана (Баку)
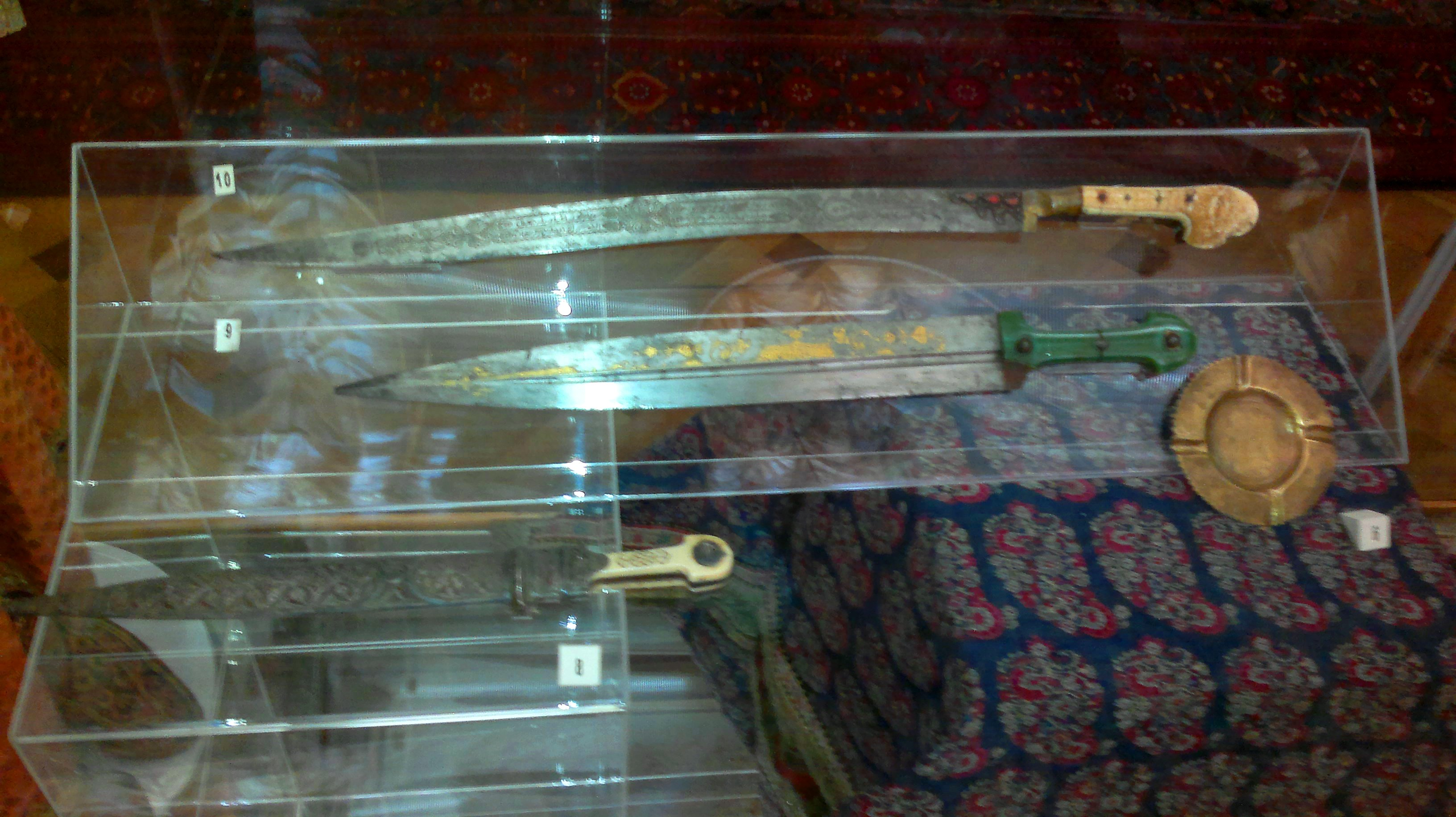
Меч, кинжалы, пепельница и скатерть («тирме»), принадлежавшие карабахскому хану
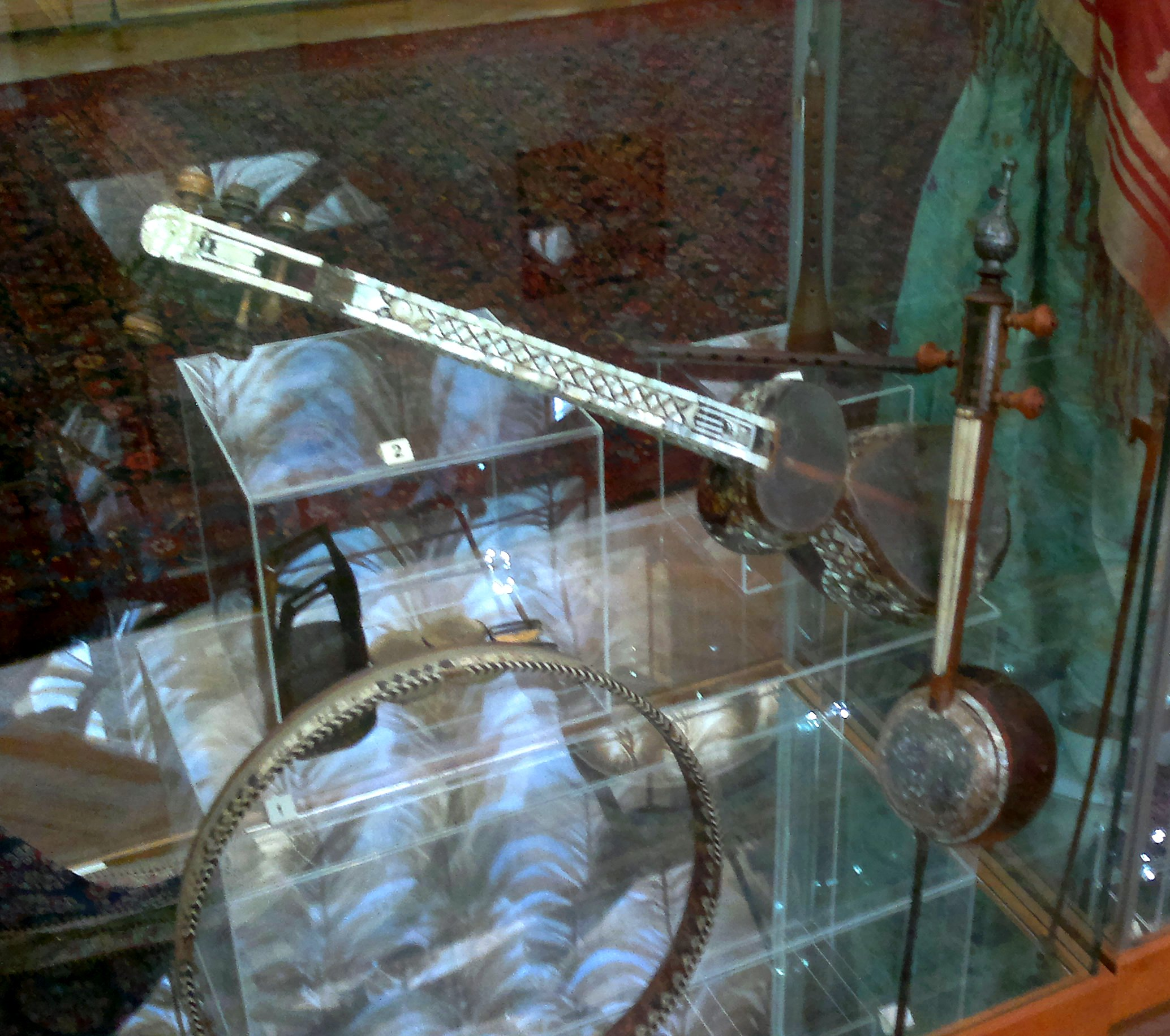
Музыкальные инструменты: тар, кеманча, гавал, зурна и балабан
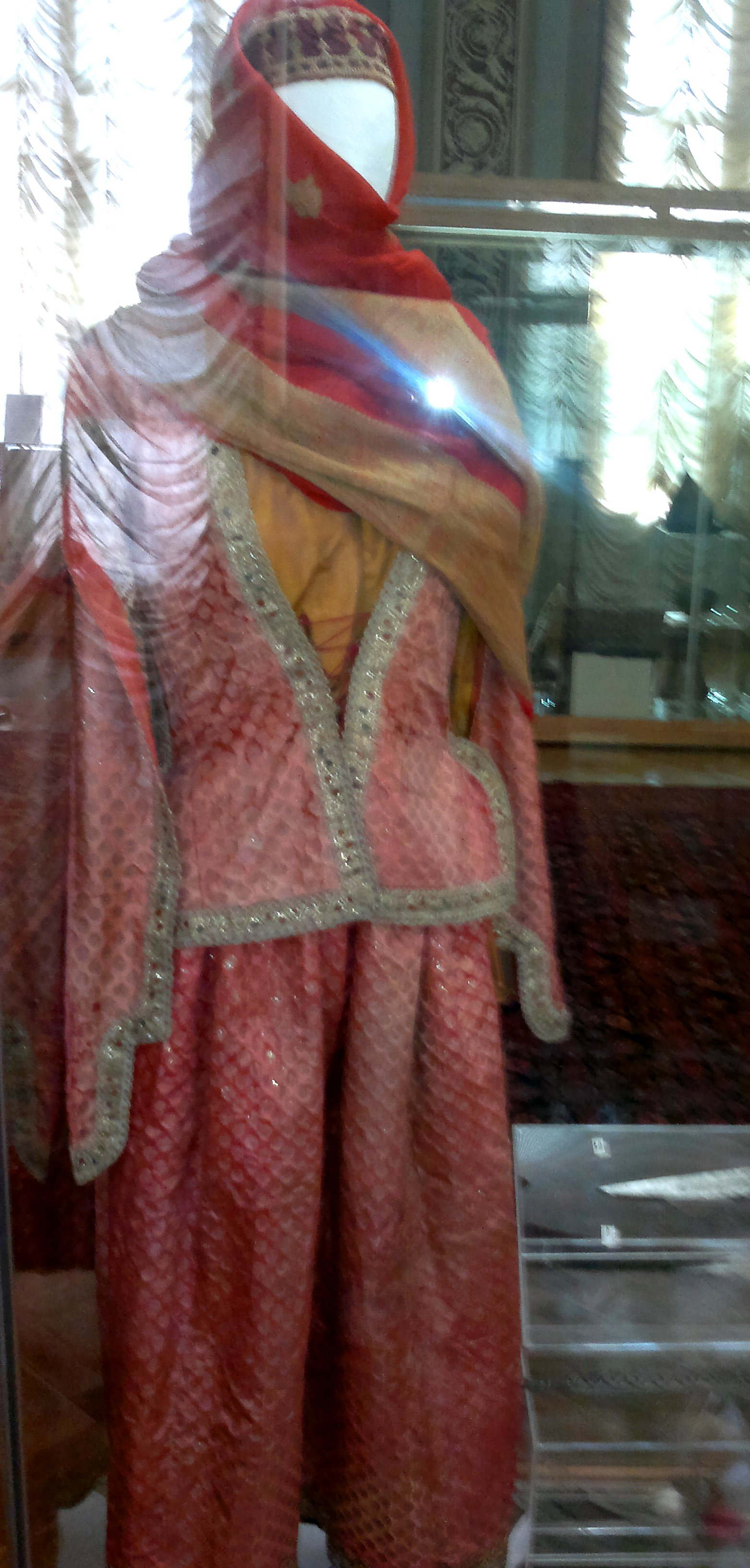
Народная одежда: тесек (головной убор), наз-нази орпек (платок), рубашка, чепкен (верхняя одежда), юбка и пояс
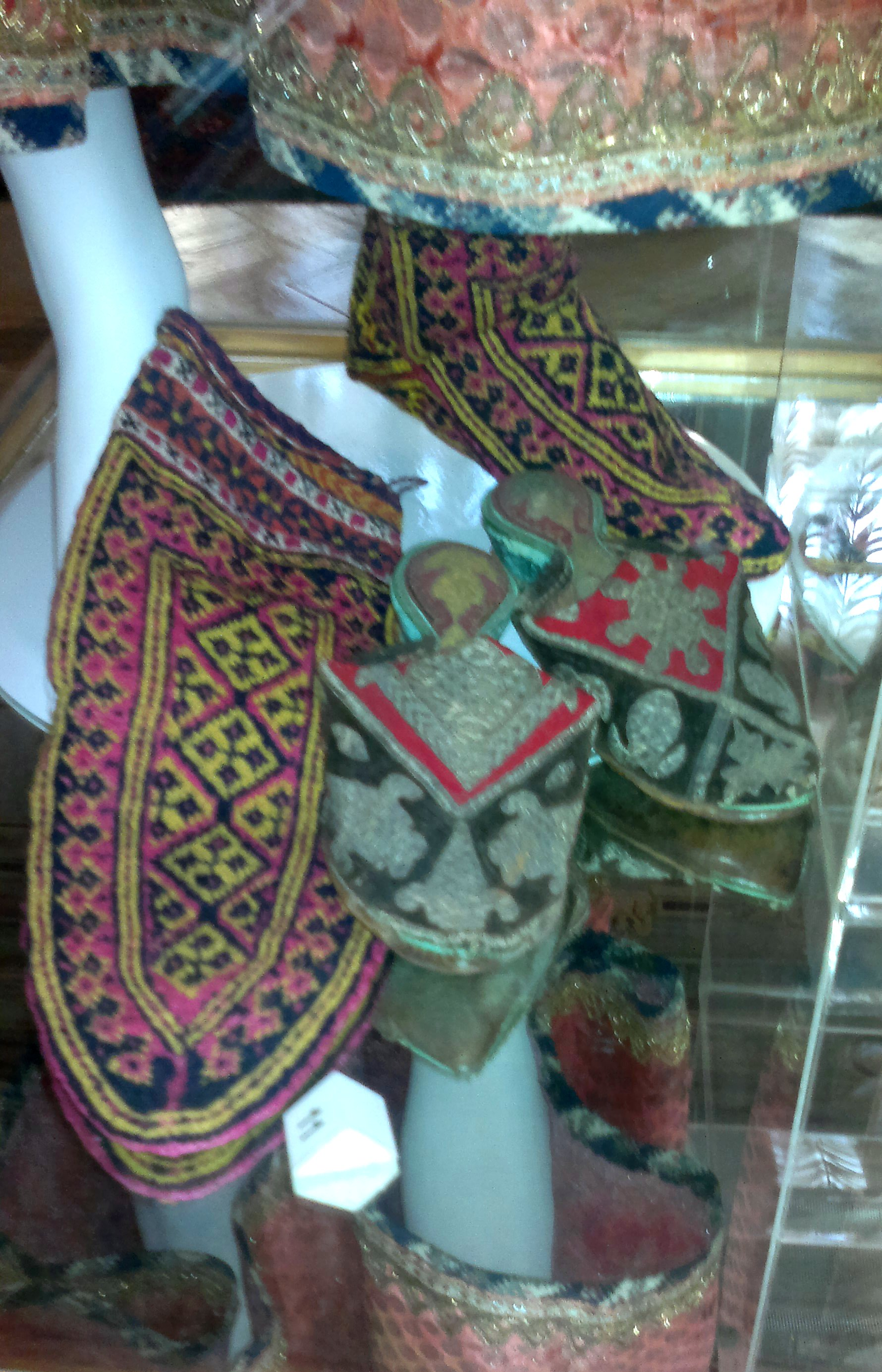
Народная одежда: шёлковые носки и башмаг (обувь)

## Административно-территориальное деление

Карта Карабахского и соседних ханств во второй половине XVIII века

Основной административной единицей ханства был магал (округ). Во главе каждого стоял назначаемый ханом и ответственный перед ним наиб (наместник) или магалбек, который одновременно именовался минбаши, так как при необходимости выставлял отряд в 1000 воинов. В магалах имелись кенды (села), которыми управляли назначаемые главой магала кендхуда (сельский староста) или юзбаши (начальник отряда в 100 чел.) До заключения Гюлистанского мирного договора (1813), Карабахское ханство делилось на 21 магал, включая 5 бывших армянских меликств, преобразованных в магалы: 1. Сисиан; 2. Дамирчихасанлы; 3. Кюпара; 4. Баргюшад; 5. Багабюрд; 6. Кябирли; 7. Татев; 8. Джаваншир; 9. Талыш; 10. Хачин; 11. Кёланылар; 12. Чилабюрд; 13. Хырдапара-Дизак; 14. Пюсиян; 15. Дизак-Джаваншир; 16. Отузики; 17. Ийирмидёрд; 18. Гарачорлу; 19. Варанда; 20. Дизак; 21. Аджнан-Тюрк. После заключения мирного договора число магалов было уменьшено до семнадцати. Это было связано с передачей некоторых магалов под управление Персии в соответствии с подписанным договором.

### Сисианский магал
До начала 1800-ых годов в магале жили почти исключительно армяне, которые управлялись армянским княжеским родом Тангянов. В результате Русско-персидской войны (1804—1813) годов этот магал обезлюдел. Часть его населения попала в плен, а другая часть бежала заграницу. Капитан Хаджи Агалар-бек начал заселять область, отозванными из-за границы людьми: карабахцами и жителями других провинций, что привело к восстановлению демографии. В награду Мехдигулу-хан вручил Хаджи Агалар-беку такиле, по которому весь магал был передан в его наследственную частную собственность. Однако тот, понимая, что вся Карабахская область может вновь расцвести за счет иммигрантов из-за рубежа, решил в пользу государства и народа передать магал со всеми его доходами в карабахскую казну.

#### Сёла и кочевья
Пирнаут, Ахлатиян, Шихлар, Арафса, Сисиан, Уз, Уруд, Кюрдляр, Дастягирт.

### Демирчихасанлинский магал
Магал представлял собой кочевье из 22 хозяйств, члены которых были прописаны в Шуше. На момент упразднения ханства в магале в общей сложности проживало 467 семей в 8 деревнях и полностью состояли из азербайджанцев.

#### Сёла и кочевья
Тякля, Тякля Мухаммед Юзбаши, Тякля Аллахверан Юзбаши и Хаджи Али Юзбаши, Тякля Халадж, Адыгёзалбей и Имамгулубей, Мамаи, Агсипиралы, Муганлы Гасымбей.

### Кюпаринский магал
Граничил с Аджнан-Тюркским магалом на западе, Багабюрдским маглом на севере и Сисианским магалом на востоке. Магал образовался в результате слияния земель Кюпаринской области. Центром магала было село Агарак.

#### Сёла и кочевья
Хякярак, Сиркятас, Ирсаванк, Чапни, Мюлькичап, Севакяр.

### Бергюшадский магал
Бергюшадский магал представлял собой равнинную область, расположенную на левом берегу реки Аракс, в юго-западной части ханства, северо-восточнее Ордубада. Когда ханство было упразднено, в 5 деревнях проживало всего 146 семей. В трёх сёлах жили только азербайджанцы, а в двух — и мусульмане, и христиане.

#### Сёла и кочевья
Ходжахан, Емязли, Удгюн, Гёдякли, Байдахлы, Уджанис.

### Багабюрдский магал
Граничил с Кюпаринским магалом на западе, Аджнан-Тюркским магалом на севере и Сисианским магалом на востоке. Столицей района было село Багабюрдлю.

#### Сёла и кочевья
Багабюрдлю, Софулу, Сараллы, Дярзили, Ходжамусахлы, Кигыли.

### Кябирлинский магал
Магал был изначальным центром Карабахского ханства, именно там была построена, позже разрушенная, крепость Баят.

#### Сёла и кочевья
Чямянли-Атамхан, Новрузлу, Сеидли, Сарыгаджилы, Кярвянд Агакишибек, Ахмедавар, Чямянли Хаджи Тахир, Кюрд-Карадаглы, Афятли, Дёртляр-Кюрдю, Гюрджю Кюрдю, Кюрд-Барда, Хорузлу, Мамедалибек, Гямбаллы, Джафарбек, Киямаддинли, Сизник, Малаткешин, Юсифджанлы, Мярзили, Сахибали Аббасгулу, Сахибали Зейналабдин, Хюсюлю, Пирзадлы, Бардали, Халифшали, Арасбарлы, Миндживанлы, Терекеме, Хачмач, Гаргуджах, Эвоглу, Кюрдлю, Раджаббек, Мирза Гяхверди, Чяйирли, Хаджибей.

### Татевский магал
Был населен в основном армянами и управлялся армянским княжеским родом Орбельян. Граничил с Сисианским магалом на западе, Даралаязским магалом Эриванского ханства на севере, Гарачорлуйским магалом на востоке и Бергюшадским магалом на юге. Жители района занимались земледелием и скотоводством, ткали в своих домах ковры.

#### Сёла и кочевья
Татев, Шинатак, Шингер, Хот, Алидзор, Лор, Тандзатап, Горы, Гёрус, Хндзореск, Алигулуушагы, Алигулукенд, Караундж.

### Джаванширский магал
Граничил с Варандинским мангалом на западе, Хачинским магалом на севере, Ийирмидёртским магалом на востоке, Кябирлинским магалом на юге. Основным занятием жителей магала было скотоводство и земледелие.

#### Сёла и кочевья
Каравенд, Сейдимли, Софулу, Шихбабалы, Поладлы, Малыбейли, Кештазлы, Эйвазлы, Караханлы, Муганлы Илхичи, Карадаглы, Пиргаялы, Хаджиали, Сюгюльян, Гарвенд-Шихлар, Ибадилли, Мафрузлы Джанали, Мафрузлы Гызыларвадлы, Хындырстанлы, Муганлы-Джульфи, Кочарли, Терекеме, Гюлюджалы, Нямирли, Сахлабадлы, Дураманлы, Сумалы, Терекеме Молламамед, Магсудлы, Насирбей, Химмят Алибей.

### Талышский магал
Был населен преимущественно армянами. Территория Талышского (Гюлистанского) магала простиралась от Муровских и Гюлистанских гор на западе до побережья Куры на востоке, от реки Тертер на юге до села Гёрана на севере. Граничил с Чилабюрдским магалом на западе, Гянджинским ханством на севере, Ийирмидёртским магалом на востоке и Кёланыйским магалом на юге.

#### Сёла и кочевья
Карачинар, Талыш, Эркеч, Карабулаг, Бузлуг, Ашагы- и Юхары-Агджакенд.

### Хачинский магал
Был населен армянами и управлялся армянскими князьями. Территория Хачинского магала начиналась от реки Гаргар на юге, в Габарте на севере, от гор Кырхкыз и Мыхтёкян на западе, до Баятского леса на востоке. В области выращивали пшеницу и другие злаковые культуры. В некоторых местах также выращивали рис. Большая часть территории была покрыта лесом.

#### Сёла и кочевья
Хндзристан, Сеидбейли, Сарыкешиш, Бадара, Гаябаши, Хурамут, Кёладяй, Пахлюл, Шалва, Урахач, Вянкли, Ингиджа, Мехдикенд.

### Чилабюрдский магал
Был населен армянами и управлялся армянским княжеским родом Исраэлянов.  Протяженность магала начиналась от горы Кырхкыз и заканчивалась на опушке Бардинского и Баятского лесов. Ширина его от рек Хачин и Габарты до реки Тертер. Жители выращивали пшеницу и другие зерновые культуры. Большая часть территории состояла из лесов и труднопроходимых мест.

#### Сёла и кочевья
Касапет, Гюльятаг, Кичик Гарабей, Улу Гарабей, Магавус, Хасанриз, Енгиджя, Нахичеваник.

### Хырдапара-Дизакский магал
Граничил с Бергюшадским магалом на западе, Дизакским магалом на севере, Джаваншир-Дизакским магалом на востоке и Карадагским ханством на юге. Жители магала занимались скотоводством и земледелием. В земледелии жители магала умели террасировать горные склоны под посевные площади и возводить систему орошения террас. Выращивали дизакцы озимый ячмень и яровую пшеницу. Также население занималось сукноделием, ковроткачеством, вязанием шерстяных носков, обработкой кожи и шерсти, изготовлением войлока — кечечилик.

#### Сёла и кочевья
Дашкесан, Балянд, Пирахмедли, Гочахмедли, Хатунбулагы, Сараджик, Гёразыллы, Ахмедбейли, Гюздякли, Каргабазар, Карадаглы, Кышлак.

### Пусиянский магал
Граничил с Чулундурским магалом на западе, Аджанан-Тюркским магалом на севере и Баргюшадским магалом на востоке. Располагался на левом берегу реки Капан, в его состав входили 29 сел и кочевий, в которых проживали 612 семей. Население было освобождено от податей. Занимались здесь животноводством.

#### Сёла и кочевья
Келбали Димахмед, Бехбудали, Ишиглы, Гаялы, Орудж, Алямгулу, Кюрджаланлы, Хыдырлы, Агамамед, Заман, Ибрахим, Гюльмамед, Гасым, Вяли, Молла Нягдали, Талыб, Новруз Дилянчи, Задуманлы, Хусейнали, Зиланлы, Мамедхусейн Султан, Абдин, Гарачямянли, Бахтиярлы, Терекеме, Геварти, Агарза, Геварт, Гатар.

### Чавундурский магал
Граница Чавундурского магала омывалась рекой Аракс на юге, Аджнан-Тюркским и Багабюрдским магалами на севере, Мегрийским магалом на западе и Бергюшадским магалом на востоке.

#### Сёла и кочевья
Мушлан, Зангилан, Ордекли, Бабайлы, Солтанлы, Хаджилы.

### Джаваншир-Дизакский магал
Граничил с Хырдапара-Дизакским магалом на западе, Варандинским магалом на севере, Демирчихасанлинским магалом востоке и Ардебильским ханством на юге. Топографические и климатические условия магала служили причиной популярности скотоводства.

#### Сёла и кочевья
Хаджилы, Яглывенд, Караханбейли, Сеидмахмудлу, Бахманли, Мердинли, Карвенд, Дедели, Первый Заргяр, Второй (Араз) Заргяр, Третий Заргяр, Караджаллы, Эдилли, Дюдюкчю, Терекеман, Хахли, Карадонлу, Дилагарда.

### Отузикинский магал
Граничил с Хачинским магалом на западе, Кёланыйским магалом на севере, Ийирмидёртским и Джаванширским магалами на востоке, Варандинским и Кябирлинским магалами на юге. Жители магала занимались животноводством, выращивали пшеницу, ячмень и другие злаковые культуры. Азербайджанцы составляли большинство населения. Только в двух небольших сёлах (Дашбашалы и Дашбаши) проживали 10 немусульманских семей (1,59%).

#### Сёла и кочевья
Сафикюрд, Зянгишалы, Мяфрузлы, Хыдырла, Бойахмедли, Гияслы, Этьемязли, Хаджитурали, Халфярадынлы, Вейсалли, Агджабеди, Умудлу, Достушагы-Шюкюрбейли, Ходжалы, Томазлы, Челебиляр, Агрыджала, Дашбашалы, Терекеме, Дашбаши, Агрыджа, Керимбей.

### Ийирмидёртский магал
Граничил с Талышским, Кёланыйским и Отузикинским магалами на западе, Гянджинским ханством на севере, Арешским султанатом (позже с Шекинским ханством) на востоке, Джаванширским и Кябирлинским магалами на юге. Территория магала соответствовала частям нынешних Гёйгёльского, Евлахского и Гёранбойского районов Азербайджана.

#### Сёла и кочевья
Хасангая, Сяраб, Диванлы, Моллавялядли, Борсунлу, Зейвяли, Зюмюрхач, Саадлы.

### Гарачорлинский магал
Граничил с Сисианским магалом и Нахичеванским ханством на западе, Чилабюрдским магалом на севере, Хачинским магалом на востоке, Татевским, Бергюшадским и Дизакским магалами на юге. Магал получил своё имя от племени гарачорлу. Территория области примерно соответствовала территории нынешнего Лачинского района Азербайджана.

#### Сёла и кочевья
Шейланлы, Гялохчу, Тахмазли, Шадманлы, Кюрд, Юрдахлы, Сейидляр.

### Варандинский магал
Был населен армянами. Граничил с Хачинским и Дизакским магалами на западе, Отузикинским магалом на севере, Кябирлинским и Демирчихасанлинским магалами на востоке, Джаваншир-Дизакским и Хырдапара-Дизакским магалами на юге. Территория магала Варанды начиналась от реки Каркар и доходила до горного пояса Кирс-Зиярят.

#### Сёла и кочевья
Домми, Сусанлых, Шушакенд, Кятук, Гашян, Гямишчя, Исфаханджих, Мюшкабад, Сигнах, Дагдаган , Гаси, Чагадюз, Кагарза, Ших Дурсун, Гаргар, Хархан, Агбулаг, Каракенд, Кендхурд, Тагаверд, Зарданашен, Мадаткенд, Агалы, Мавас.

### Дизакский магал
Дизакский магал простирался от реки Хакари и Кюльтепе на западе до Малтепе на востоке, от реки Аракс на юге до горного хребта Хурат. Земля района была очень плодородной, поэтому здесь выращивали хлопок, рис и зерно.

#### Сёла и кочевья
Замзур, Сур, Хадрут, Тагасер, Кешбек, Туг, Агджакенд, Гагяги, Хозаберд, Мамеддере, Гюмрягюч, Дырахдык, Кюгюль, Булутан, Джуварлы, Цакури.

### Аджнан-Тюркский магал
Магал состоял из 9 деревень и насчитывал 67 мусульманских и армянских семей.

#### Сёла и кочевья
Халадж, Норашеник, Арджадзор, Ахтахана, Хотанан, Чобанлы, Охтарлы, Таврус, Карадыга.

## Экономика

### Денежная система
В Шуше с 1794 по 1822 год (то есть вплоть до ликвидации ханства) чеканились серебряные и медные монеты. Местоположение монетного двора на них обозначалось не топонимом, а почетным эпитетом (лакаб) — Панахабад (широко распространённая практика в мусульманской нумизматике — напр., Багдад обозначался как Мадинат ас-Салам «город мира» и т. д.).
Серебряные монеты чеканились пяти типов. Первый тип (тип А, с шиитской калимой) чеканился в 1794—1801 гг., номинал этих монет «панахабади» с ценой в 10 коп. серебром в годы своего выпуска.
Следующие типы чеканились только номиналом «сахибкирани» (25 коп. серебром в годы выпуска), согласно прозвищу Фатх-Али-шаха Каджара (сахибкиран — владетель счастливых созвездий). Тип В выпускался в 1800—1801 гг. с именем Фатх-Али-шаха Каджар и показывает подчинение ему Ибрагим-Халил-хана. Тип C (с шиитской калимой) выпускался в 1805—1816 гг. Монеты типа D выпускались только в 1807 г. и несут на себе городскую корону, что отражает переход ханства под российское владычество. Тип E (с уникальным местным двустишием «во имя печати сахиб аз-замана, с почетом отчеканен сахибкирани») выпускались в 1815—1822 гг.
Автор хроники «О политическом состоянии Карабахского ханства в 1745—1805 годах» Ахмед бек Джаваншир связывает это событие с завершением строительства города в 1754 году. Однако, такая датировка начала чеканки в Панахабаде неверна, так как первые монеты стали здесь чеканиться только Ибрагим-Халил-ханом в 1794 году, и только после смерти мелика Шахназара, на землях которого располагалась Шуши, и выбора угодного Ибрагим-Халилу мелика Овсепа (Хусейна) III. В правление Панах Али монет вообще не чеканилось. Есть свидетельство того, что в начале серебряная чеканка была отдана на откуп хндзристанскому мелику Мирзахану, одному из ханских союзников из армян, в последний год существования Карабахского ханства монетная чеканка также была на откупе у трех армян Ага-Хасана, Оганеса и Симона.
После присоединения ханства к России, русской администрацией были установлены завышенные курсы местной валюты — сахибкрана и панахабади. Сахибкиран, содержавший серебра на 25 коп., был равен 33,3 — 35,5 российским сер. коп. (панахабади был в два раза дешевле). Такое завышение курса явилось следствием продуманной денежной политики русской администрации по замене местной закавказской и иранской монеты на российскую. Эта политика изначально базировалась на поощрении местного курса — «нет сомнения, что, принимая внутреннюю азиатскую монету по народному курсу, казна понесёт убыток; но лучше, по мнению моему, допустить некоторую потерю, чем давать повод народу роптать», отмечал в письме к министру финансов Е. Ф. Канкрину тифлисский главноуправляющий Г. В. Розен.

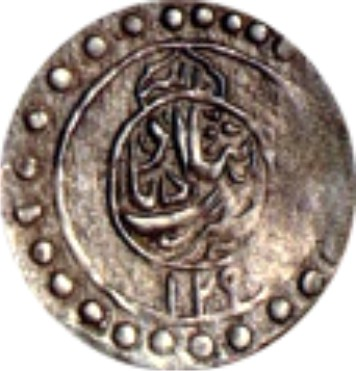
Карабахское ханство, Панахабад, 1209 г. х. (1794), панахабади, тип А, серебро.
Карабахское ханство, Панахабад, год не сохранился, сахибкирани, тип Е, серебро.
Карабахское ханство, чекан от имени Фатх-Али-шаха Каджара, Панахабад, 1221 г. х., (1806), сахибкрани, тип В, серебро.

## Форма землевладения
В Карабахском и других ханствах земельные владения подразделялись на шесть основных категорий: хассе, дивани, мюльк, тиюль, яйлаг и гышлаг и вакф. Хассе представляло собой собственность правящей династии Каджаров, которой непосредственно управлял шахский надзиратель, направлявший доходы в личный кошелек правителя. Дивани являлись земли, которыми непосредственно управляла диван-хана. Доходы с таких земель принадлежали хану и его семье. Мюльк был частной собственностью, которую можно было купить, продать или передать по наследству. Такие владения могли быть куплены их владельцами или подарены шахом или ханом в качестве подарка за заслуги. Документы или кабала о собственности на землю подтверждались каждым новым правителем или губернатором и провинциальным шариатским судом, прикрепленным к дивану. Мюльки могли включать оросительные каналы, мельницы и другие подобные объекты. Мюлькдары могли быть освобождены от налогов или обязаны платить часть урожая (бахре) в казну. Многие из них жили в Шуши и назначали администратора, которому доставалась часть урожая. Тиюли давались либо на ограниченный срок, либо даровались пожизненно и представляли собой земли, жалованные занос местным чиновникам вместо жалованья за службу. В некоторых случаях тиюль был предоставлением дохода, связанного с определёнными должностями, такими как даруга, в то время как в других случаях он представлял собой либо доход вместо заработной платы, либо освобождение от налогов. Тиюли по большей части не передавались по наследству, если только наследники не продолжали нести ту же службу и не получали от правителя или наместника новую грамоту, им также приходилось подтверждать свой статус с каждым новым ханом. Яйлаги и гышлаги представляли собой кочевья, которые платили дань администрации. Вакф был владением, принадлежащим религиозным учреждениям. Такая собственность освобождалась от налогов и предоставлялась правителем в виде вакфнаме (документ вакфа) и содержала его печать, а также местного шариатского суда. Всё или часть доходов от такой собственности шла на содержание мусульманского или армянского духовенства, мечетей, церквей, монастырей, медресе или семинарий.

## Форма налогообложения
В Карабахском ханстве взимались те же налоги, что взимались в Каджарском Иране и других закавказских ханствах, так и другие, которые взимались только в Карабахе. Большое разнообразие и количество собираемых в Карабахе налогов является показателем общего экономического процветания ханства в начале XIX века. Налоги могли выплачивать деньгами, натурой, либо выполнением различных служб. Однако не все жители платили налоги. Согласно российскому «Описанию», семьи вдов, сирот, малоимущих, увечных, слепых и умственно неполноценных были освобождены от уплаты налогов хану. То же самое касалось и всех армянских священников, мулл и сеидов. Поскольку налогами облагались домохозяйства или семейства (без различия размера семейства), то одинокие холостяки также были освобождены от уплаты налогов хану. Также иногда хан расширял особый статус освобождённых от уплаты налогов (му'аф) на различных лиц посредством документа, называвшегося «талиге», который являлся официальным документом, выдававшимся лицу либо вносившимся в список налоговых сборов
Семейства свиты хана (нукеров), управляющих сёлами, имевших чин десятника (чавушей), саркаров (надзирателей), юзбашиев и минбашиев (сотников и тысяцких), кадход и кёвха (мусульманских и армянских сельских старост), цирюльников и багбанов (садовников, отвечавших за фруктовые сады или виноградники), за редким исключением, не платили никаких налогов хану. Они также, по большей части, не платили никаких налогов мюлькадарам или тиюльдарам, но взамен от них требовалось несение определенной службы. Ранджбары (странствующие работники или издольщики) в большинстве своем не платили никаких налогов хану, но отдавали часть урожая мюлькадару или тиюльдару.

### Список налогов
Ежегодная сумма наличными в 8000 золотых рублей, равнявшихся 24 000 серебряных рублей или 151 200 серебряных аббаси (15 120 серебряных туманов) в местной валюте Карабаха, которую платили в Карабахской провинцией русской администрации в Тифлисе. Кюрекчайский договор от 1805 года предусматривал выплату этой ежегодной дани России в обмен на дозволение Ибрахимхалил-хану (и, после него, Мехдигулу-хану) сохранять за собой управление провинцией под русским надзирательством и собирать с неё налоги. Эта сумма собиралась с жителей Шуши, крестьян и кочевников.
| Название                                         | Назначение |
| ------------------------------------------------ | --- |
| Отаг-харджи (мугата'а)                           | Ежегодный одинаковый налог, собираемый диваном по большей части деньгами (обычно в золотых рублях) с городского квартала, села или кочевья, вне зависимости от фактического дохода. |
| Налог мал-у-джахат (мал ва джахат, мал-о-джахат) | Был таким же, как и бахре (доля) от урожая, собиравшаяся в Эриванском и Нахичеванском ханствах. Он варьировался от ⅕ до 1/10 урожая и собирался в качестве ренты и налога ханом, мюлькадаром или тиюльдаром. Если хан получал всю долю целиком, то мал-у-джахат равнялся ⅕ от урожая. В некоторых случаях мюлькадар или тиюльдар получал всю долю мал-у-джахата, однако в большинстве случаев мюлькадар или тиюльдар получал ⅒ (бахрече), а хан — остальную ⅒. Этот налог собирался в основном пшеницей, ячменем, просом, рисом, хлопком или шёлком. |
| Салианэ                                          | Ежегодный налог, собираемый ханом пшеницей и ячменем в качестве его доли (бахрече) от налога мал-у-джахат. |
| Баг-баши или мал-э баг                           | Налог, взимавшийся с фруктовых садов деньгами, фруктами или вином. Единственными платившими этот налог были армяне магалов Варанда и Татев, владевшие большими фруктовыми садами и виноградниками. |
| Баш-пулу или саранэ                              | Подушный налог, который взимался деньгами исключительно с армян магалов Варанда и Татев. |
| Кир-хана-харджи (кира-хана-харджи)               | Общий налог, выплачивавшийся кочевниками в виде скота, домашней птицы, дичи, масла и шерсти для ханской кухни. Вдобавок к этому, налог также обеспечивал жалованием ханского повара, пекаря и цирюльника. Согласно Петрушевскому, налог назывался кырк-хана (40 семейств), взимавшийся с каждого кочевья в 40 семейств. Однако некоторые из перечисленных в «Описании» кочевий, состоявшие из менее чем 40 семейств, также выплачивали этот налог. По мнению Джорджа Бурнутяна, употребленным в «Описании» термином является «кира(«аренда»)-хана-харджи» — налог, выплачивавшийся хану за пользование пастбищами. |
| Мирзаяни                                         | Для выплаты жалования главного мирзы или личного секретаря хана и главного счетовода дивана, а также других служивших в диване мирз. |
| Фарраш-пулу                                      | Для выплаты жалования фаррашей или ханских лакеев и соорудителей палаток. |
| Шербет-пулу                                      | Для выплаты жалования шербетчи или лица, приготовлявшего для хана различные напитки. Единственными платившими этот налог были армяне Татева. |
| Кялянтярлик                                      | Для выплаты жалования кялянтяру, который являлся мэром Шуши. Этот налог включался в общую категорию «рюсум». |
| Даругалык                                        | Для выплаты жалования даруги, который являлся надзирателем базара или квартала Шуши. Этот налог также включался в общую категорию «рюсум». |
| Пошлина дарга-базару                             | Привозившие на базар товары для продажи должны были уплачивать дарга-базару пошлину у ворот базара. Каждый склад должен был платить ежемесячную сумму за аренду. Вышесказанное не учитывает различные сборы, уплачиваемые продавцами и покупателями лицам, владевшим патентами на дубление кожи, мыловарение, вино, приборы для взвешивания на базаре, забой скота, красильное дело и чеканку монет. Каждый продаваемый в городе оптовиками или экспортируемый предмет облагался соответствующим налогом. |
| Ат-арпасы                                        | Налог, собираемым ячменем для ханских коней. Этот налог включался в общую категорию «алафе-олуфе». |
| Гатырчы-пулу                                     | Для выплаты жалования ханских погонщиков мулов. |
| Гуллуги и тахвилани (хидметанэ)                  | Для выплаты жалования многочисленных ханских нукеров и других различных чиновников. Жители Карабаха выплачивали по 50 копеек в местной валюте для сбора гуллуги и по 50 копеек в местной валюте для сбора тахвилани за каждый золотой рубль, выплачиваемый в казну (в качестве ежегодной дани и отаг-харджи); за каждую четверть пшеницы, собираемой для салианэ и кира-хана-харджи; за каждый мешок ячменя, уплачиваемого в качестве ат-арпасы и за каждый батман масла. Вдобавок они платили по 50 копеек в местной валюте в виде налога гуллуги за каждую четверть хлеба и каждый туман (10 рублей в местной валюте) наличными, собираемыми в виде налога мирзаяни. Более того, они платили по 25 копеек в местной валюте в виде налога гуллуги за каждый харвар дров, собираемых для расквартированных в Шуше войск и по 25 копеек за каждый туман, взимавшийся для ханского повара и пекаря. Они также платили по 50 копеек в местной валюте в виде налога гуллуги за каждый ковёр, по 50 копеек в виде налога гуллуги за каждый батман овечьей шерсти и по два рубля в виде налога гуллуги за каждого быка. Однако жители Шуши платили только по 20 копеек в виде налога гуллуги за каждый харвар дров и по 30 копеек в виде налога гуллуги за каждый золотой рубль. |
| Гаравул-пулу или кешикчи-пулу                    | На содержание стражников Шушинской крепости. |
| Налог дровами                                    | От крестьян и кочевников требовалось присылать дрова для расквартированных в Шуше войск. В 1822 году они прислали 4 987 харваров (ослиных вьюков) дров. |
| Налог лошадьми и курьерами                       | Для чапар-хане (почтовых станций) по всей провинции. |
| Трудовой налог                                   | От крестьян и кочевников требовалось выполнение различных служб, таких как распашка, обработка и сбор урожая с полей, принадлежавших хану, мюлькадарам и тиюльдарам. |
| Налог повозками                                  | Крестьяне были обязаны представлять повозки и тягловых животных для перевозки в Шушу взимаемых натурой налогов. |
| Налог на строительство                           | Крестьяне также были обязаны предоставлять работников для строительства дорог и зданий. Этот налог подпадал под общую категорию бигар, который был аналогичен барщине. |
| Налог на гостей хана                             | Крестьяне и кочевники были обязаны предоставлять жильё и пищу гостям хана за свой счёт. Этот налог подпадал под общую категорию ганлагэ. |
| Байрамлык или новрузи                            | Денежный подарок хану в честь Новруза или большого праздника. |
| Налог на свадьбу                                 | Крестьяне выплачивали налог в размере от 3 до 10 рублей (в зависимости от благосостояния семейства) за каждую свадьбу. |
| Налог на быков                                   | Каждое село было обязано платить по 10 рублей за каждую упряжку с быком. |
| Садир                                            | Дополнительный налог мюлькадару Рустам-беку, который платили крестьяне азербайджанского села Гюлаблы. |
| Санах-пулу                                       | На изделие ремесленников или поздравительный подарок на день рождения хана. |
| Сурсат                                           | Еда для ханских стражников в Шуше, а также военным лагерям, привозимая во время войны армянами магала Варанда. |
| Шоре-пулу                                        | На разрешение изготовлять селитру; он выплачивался армянами магала Татев. |
| Чувал-пулу                                       | Дополнительный налог на каждый мешок, использовавшийся для упаковки зерна или на стоимость покупки мешка у ханской казны, мюлькадара или тиюльдара. |
| Налог на слуг хана                               | Доля на жалование ханских поваров, цирюльника и пекаря. Армяне магала Дизак платили за содержание ханских погонщиков верблюдов. |

В «Описании» отмечается, что в 1822 году, вдобавок к 7955,5 золотых рублей, которые выплачивались в виде ежегодной дани, 1551 золотому рублю в виде налога отаг-харджи, 4987 харварам дров и сборов чапар, Карабахская провинция выплатила хану 185 592,88 рубля в местной валюте, что равнялось 30 364 рублям и 10,5 копейкам в русских рублях. Согласно Джорджу Бурнутяну, если прибавить сюда золотые рубли (каждый золотой рубль равнялся по стоимости трём русским серебряным рублям), то получается, что провинция выплатила 58 883 рубля и 60,5 копеек налогов в переводе на русские рубли. Эта крупная сумма была выплачена 9073 семействами налогоплательщиков (9490 семейств были освобождены от налогов), что означает, что каждое семейство выплатило хану почти по 6 рублей и 50 копеек русскими серебряными деньгами, или приблизительно по 41 серебряному аббаси (41 серебряному туману) в местной валюте, помимо всех выплат своим мюлькадарам и тиюльдарам, что в XIX веке являлось значительной суммой.
Помимо этих налогов были отдача на откуп мизана, гаппана, права на забой скота, чеканку монет, красильное дело, мыловарение, дубление кожи, табак, сборы рахдар, продажу алкоголя, сдачу в аренду лавок на базаре и другие отдаваемые на откуп различным лицам предметы, которые принесли ханскому дивану доход в 32 433 рубля и 61 копейку русскими деньгами. Общий доход с Карабахского ханства в 1822 году, согласно Мирзы Джамала Джеваншира, приближался к 92 000 русских рублей.
Бурнутян утверждает, что доход последнего хана Эривана Хусейнгулу-хана в 1826—1827 годах составил 170 000 туманов или 23 000 русских рублей, и приходит к выводу, что Карабахская провинция находилась в гораздо более лучшем экономическом состоянии, несмотря на опустошение Ага Мухаммед-ханом, периодические засухи и нашествия саранчи. Как пишет автор, Карабахское ханство по размерам было несколько крупнее Эриванского; однако двумя главными причинами тому являлись: первое, в отличие от Эриванского ханства, подвергшемуся нападению русских в 1804 и 1808 годах, Карабах находился в состоянии покоя, и второе, география Карабаха являлась более благоприятной для ведения сельского хозяйства и производства шёлка.

### Доходы ханской казны

#### Шуша
Бурнутян пишет, что 371 мусульманское и армянское семейство, проживавшее в Шуше на постоянной основе, уплачивало свой ежегодный налог по отдельности и единовременными выплатами. Мусульманский квартал уплатил 200 золотых рублей, 398 рублей в местной валюте и 60 харваров дров. Армянские кварталы уплатили 590 золотых рублей, 746 рублей в местной валюте и 200 харваров дров. Таким образом, армяне уплатили почти в три раза больше золотыми рублями, примерно на 50 % больше в местной валюте и поставили более чем в три раза больше дров, чем мусульмане.

#### Магалы
«Описание» указывает на то, что в Карабахской провинции было больше освобождённых от уплаты налогов семейств (9490), чем семейств, плативших налоги (9073). Они распределялись следующим образом:
- 2569 армянских семейств платили налоги (55 %)
- 2094 армянских семейств было освобождено от налогов (45 %)
- 1761 азербайджанское семейство платило налоги (44 %)
- 2241 азербайджанское семейство было освобождено от налогов (56 %)
- 3348 семейств азербайджанских кочевников платило налоги (38 %)
- 5236 азербайджанское семейств кочевников было освобождено от налогов (62 %)

Согласно Бурнутяну армяне вновь платили больше в пересчёте на душу населения, чем другие две группы населения. Больше половины армянских семейств платили налоги в ханскую казну, в то время, как более чем половина татар и почти две трети кочевников не платили в ханскую казну никаких налогов.
Ханская казна собрала в 1822 году с магалов 8716,5 + 90 золотых рублей, 7395,5 + 90 из которых предназначались для выплаты ежегодной дани России, а 1231 — являлись выплатами по налогу отаг-харджи. Азербайджанцы-кочевники уплатили в сумме 4239 золотых рублей (48,14 %), армяне — 2899,5 (32,92 %), а оседлые азербайджанцы — 1668 (18,94 %). Согласно автору, общая сумма составила 9596,5 золотых рублей. Кочевники уплатили те же самые 4239 золотых рублей (44,17 %), в то время как армяне уплатили 3489,5 (36,36 %), а азербайджанцы —  1868 (19,47 %). В целом мусульмане, составлявшие примерно 73 % населения, уплатили примерно 64 % доходов в золоте, в то время как армяне, составлявшие 27 % населения, уплатили 36 %, то есть больше своей процентной доли в соотношении населения.

#### Доходы деньгами и натурой
Джордж Бурнутян на основе «Описания» приходит к выводу, что ханская казна собрала с жителей Шуши и различных магалов и племенных областей Карабахской провинции приблизительно 186 000 рублей в местной валюте, что равнялось 30 364,105 русских рублей. Армяне уплатили 16 046,22 русских рублей (52,85 %), азербайджанцы (оседлые) уплатили 9181,63 (30,24 %), а азербайджанцы (кочевники) — всего лишь 5136,255 (16,91 %). Общая сумма составила этих сборов со всего азербайджанского населения 14 317,885 русских рублей или 47,15 % от общей суммы доходов по этой категории налогов. Таким образом азербайджанцы-кочевники, составлявшие самую многочисленную группу населения, платили меньше всех, в то время как армяне, составлявшие самую малочисленную группу населения, платили больше всех. Автор также отмечает, что армяне не только уплатили более чем половину из налогов, собранных в Карабахской провинции в 1822 году деньгами и натурой, но также и платили некоторые виды налогов, не уплачивавшие больше никем в Карабахе.

#### Собираемые ежегодно дрова для войск в Шуше
Часть крестьян и кочевников была обязана поставлять дрова для войск в Шуше. В 1822 году Карабахская провинция поставила в Шушу 4987 харваров дров. Азербайджанцы-кочевники поставили 2336 харваров (46,84 %), армяне — 1 754 харвара, а оседлые азербайджанцы — 897 харваров (17,99 %). И здесь армяне поставили больше своей доли в процентном соотношении населения. Поскольку дрова предназначались для войск в Шуше, то они не включены в общие доходы ханской казны. В некоторых случаях крестьяне, и в особенности армяне, платили вместо дров наличными.

## Армия
Карабах был одним из самых могущественных в военном отношении ханств. В случае необходимости хан мог собрать 10-15 тысяч воинов. Основную часть конницы составляли элаты. Мирза Джамал пишет, что все племена Карабаха поимённо были включены в состав конницы. При необходимости к ним присоединялись пешие воины-стрелки вместе с меликами магалов.
Ханская армия в основном состояла из маафов. Согласно архивным документам, обязанность маафов заключалась в том, чтобы по приказу хана выступить в поход против врага. Они выполняли распоряжения местных правителей и поэтому не платили никаких податей в казну. Маафы обеспечивались земельными участками, иногда в их распоряжение передавались ранджбары.
Ханство обладало стабильным числом войска. Мир Мехди Хазани по этому поводу пишет: «У Ибрагимхалил хана … было до двенадцати тысяч воинов, которыми он повелевал, все имена были зарегистрированы в списках войска. При необходимости эти молодцы, мобилизационные отряды и стрелки были готовы к действиям».
В войсках Карабахского ханства служили наёмники из народов Дагестана. Хан платил им высокое жалование.

Огнестрельное оружие
Вооружение карабахских воинов
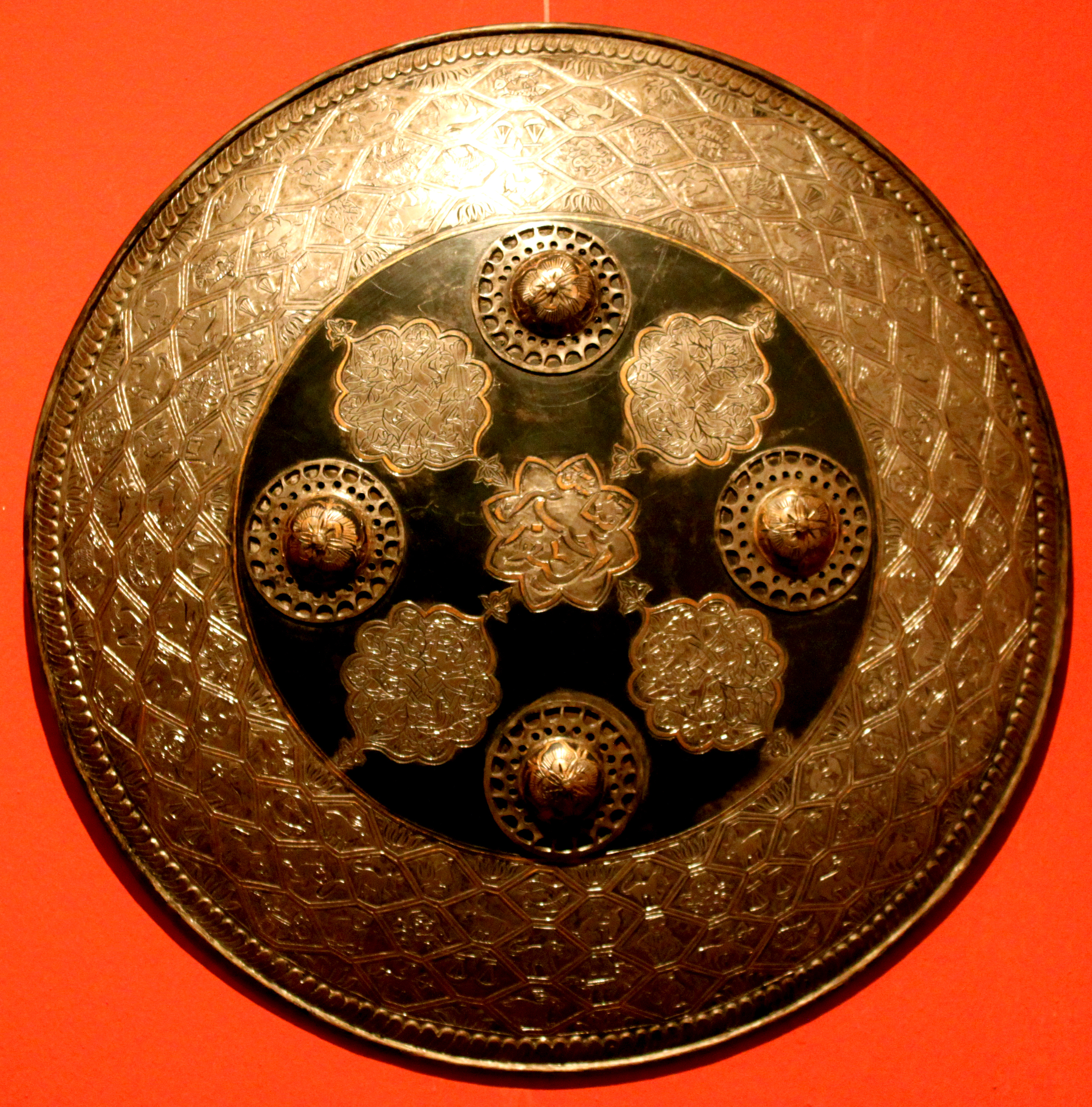
Щит эпохи ханства

## Памятники истории и культуры

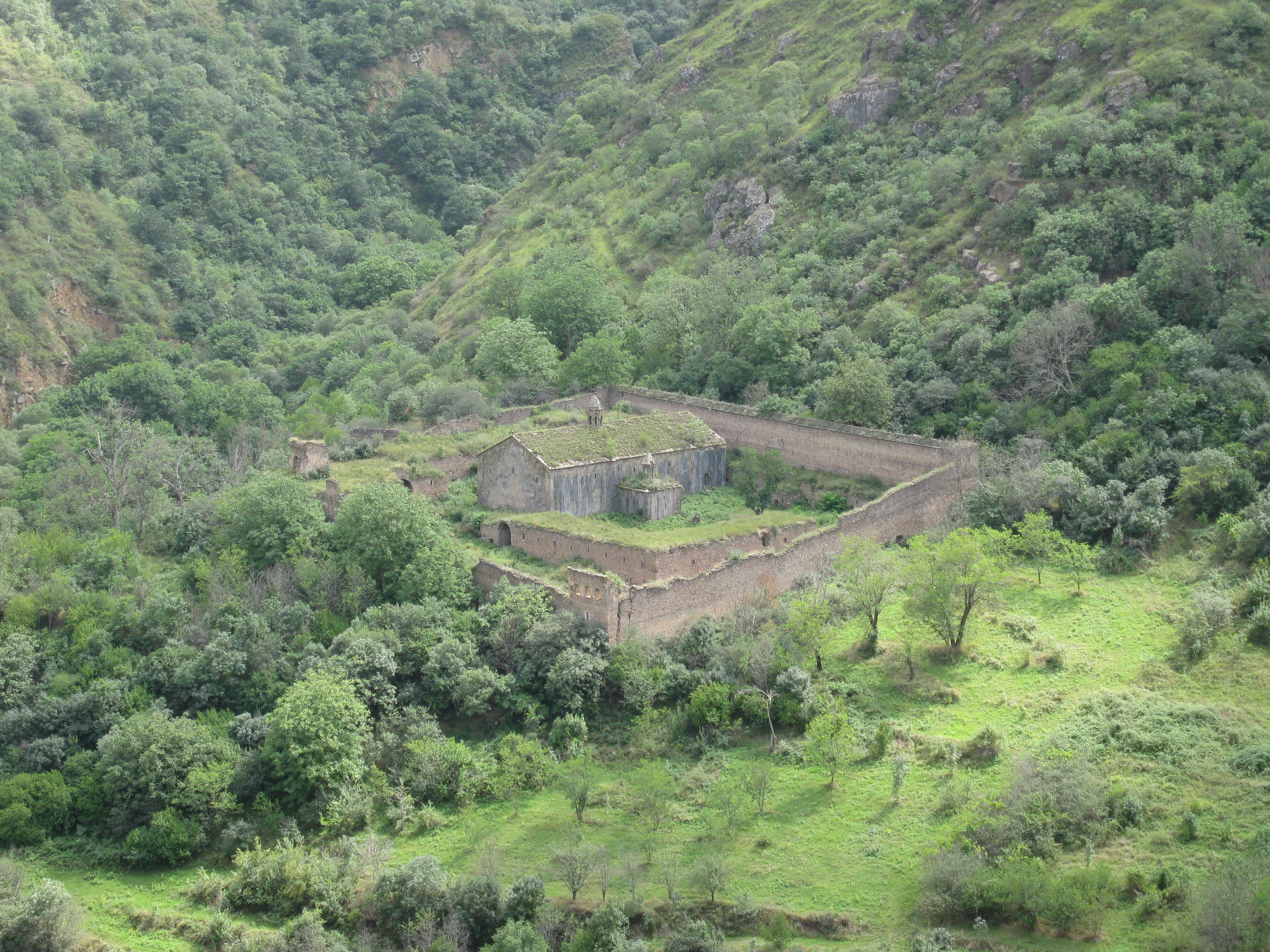
Татевская пустынь, Татев, XVII—XVIII века
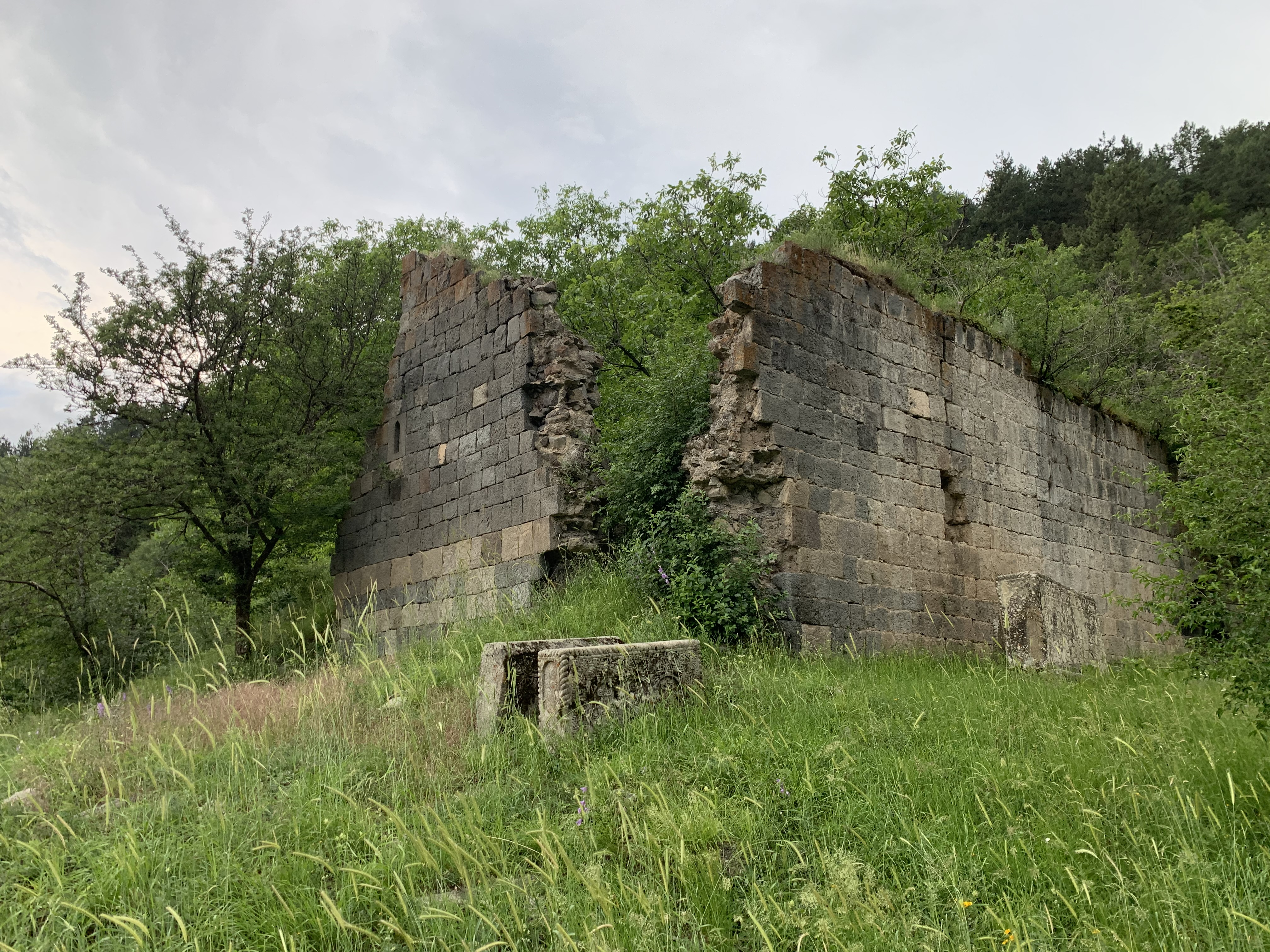
Останки Пустыни начала XIX века и древнего кладбища XVII—XVIII вв., Хндзореск
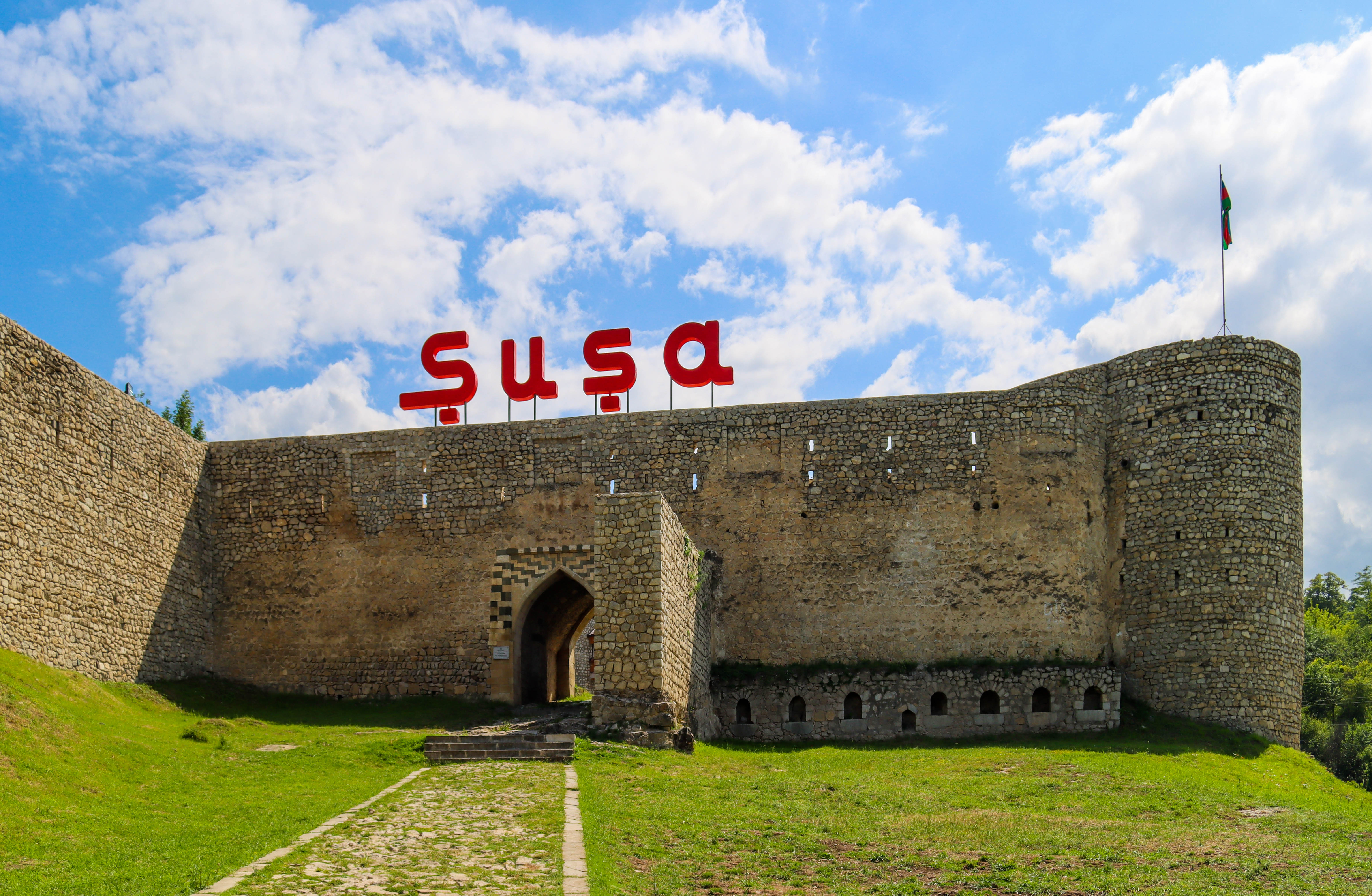
Ворота Шушинской крепости, Шуша, середина XVIII века
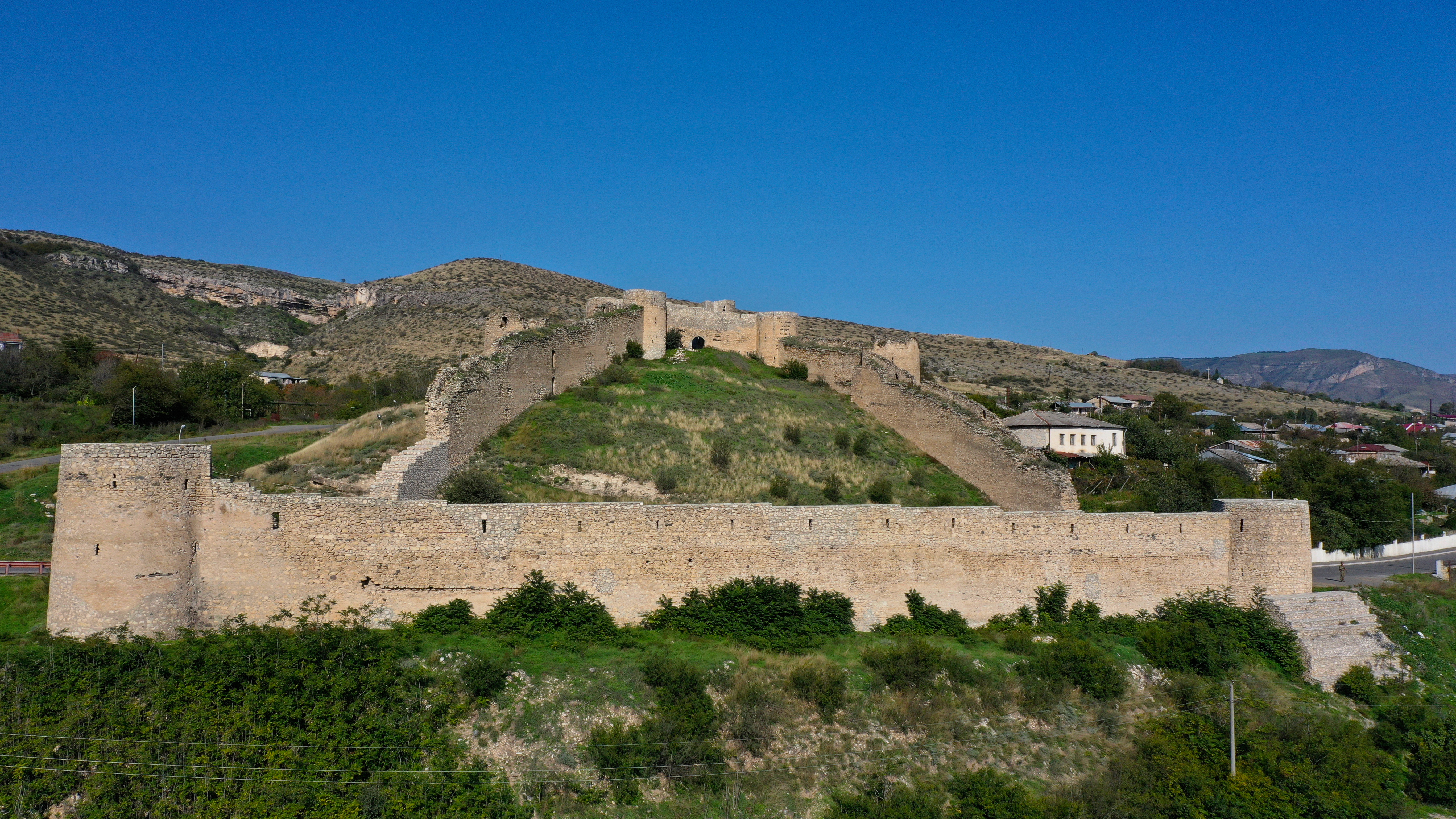
Аскеранская крепость, середина XVIII века
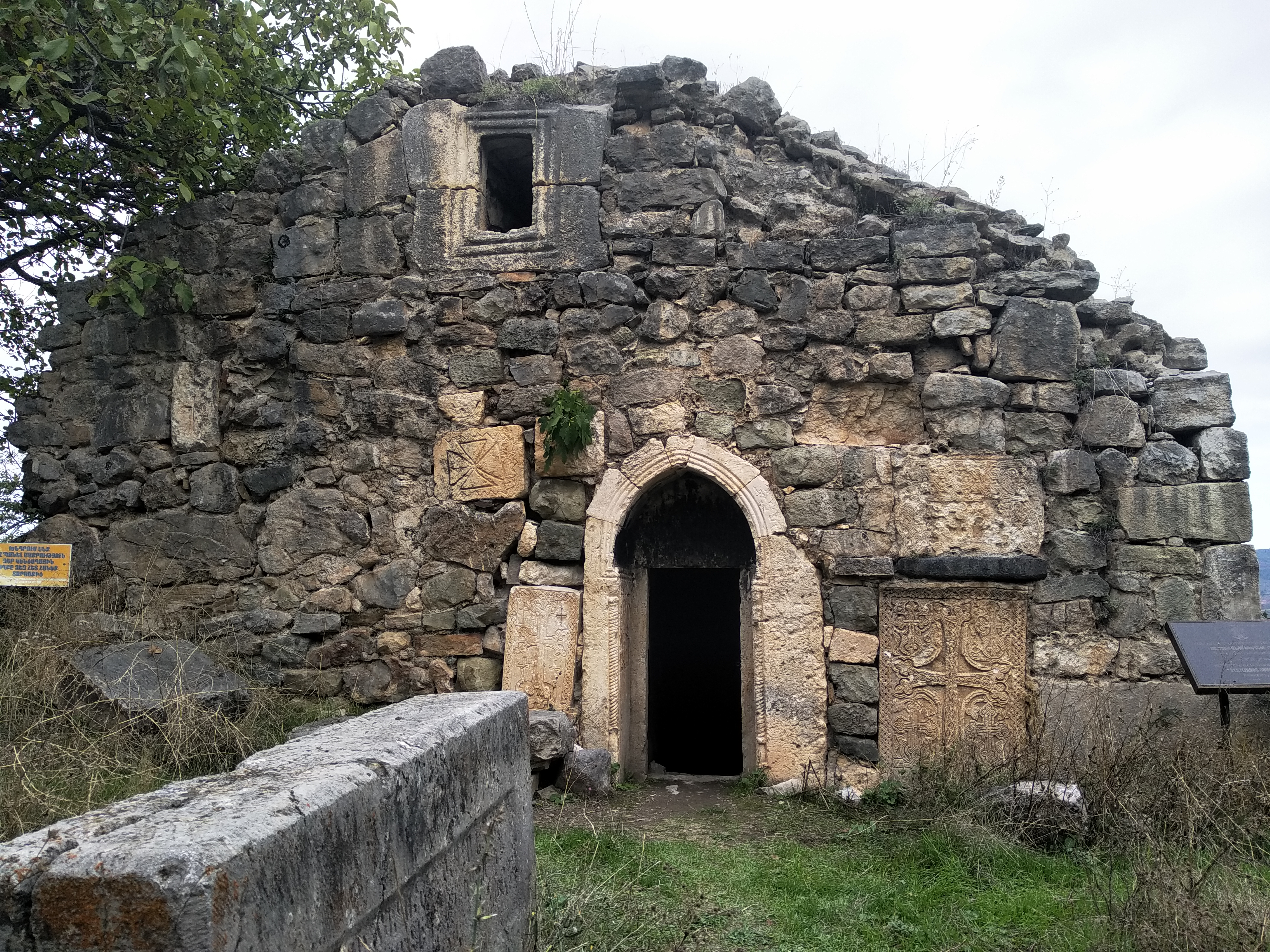
Церковь Святого Стефана, Туг, середина XVIII века
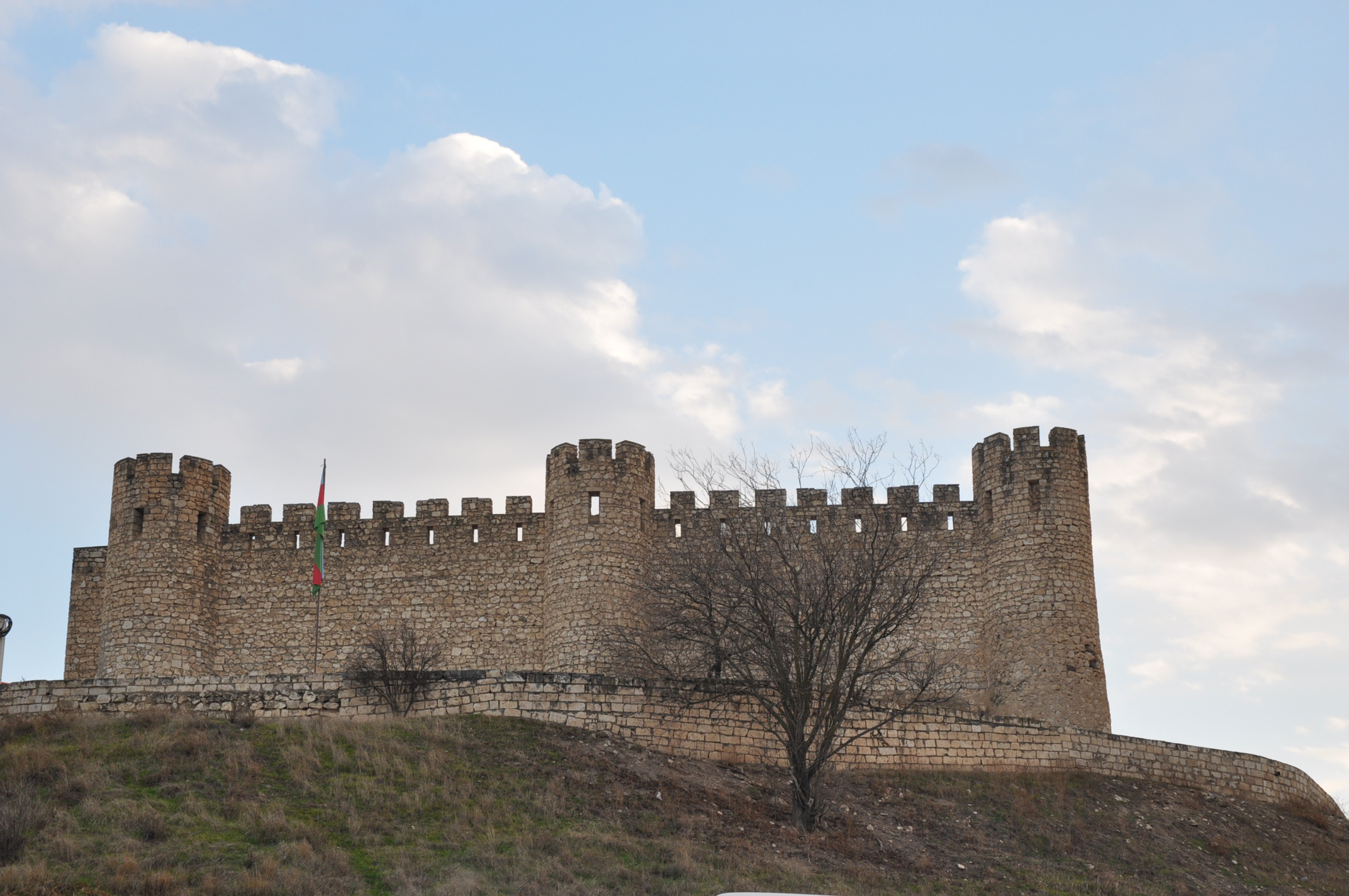
Крепость Шахбулаг, Агдам, XVIII век
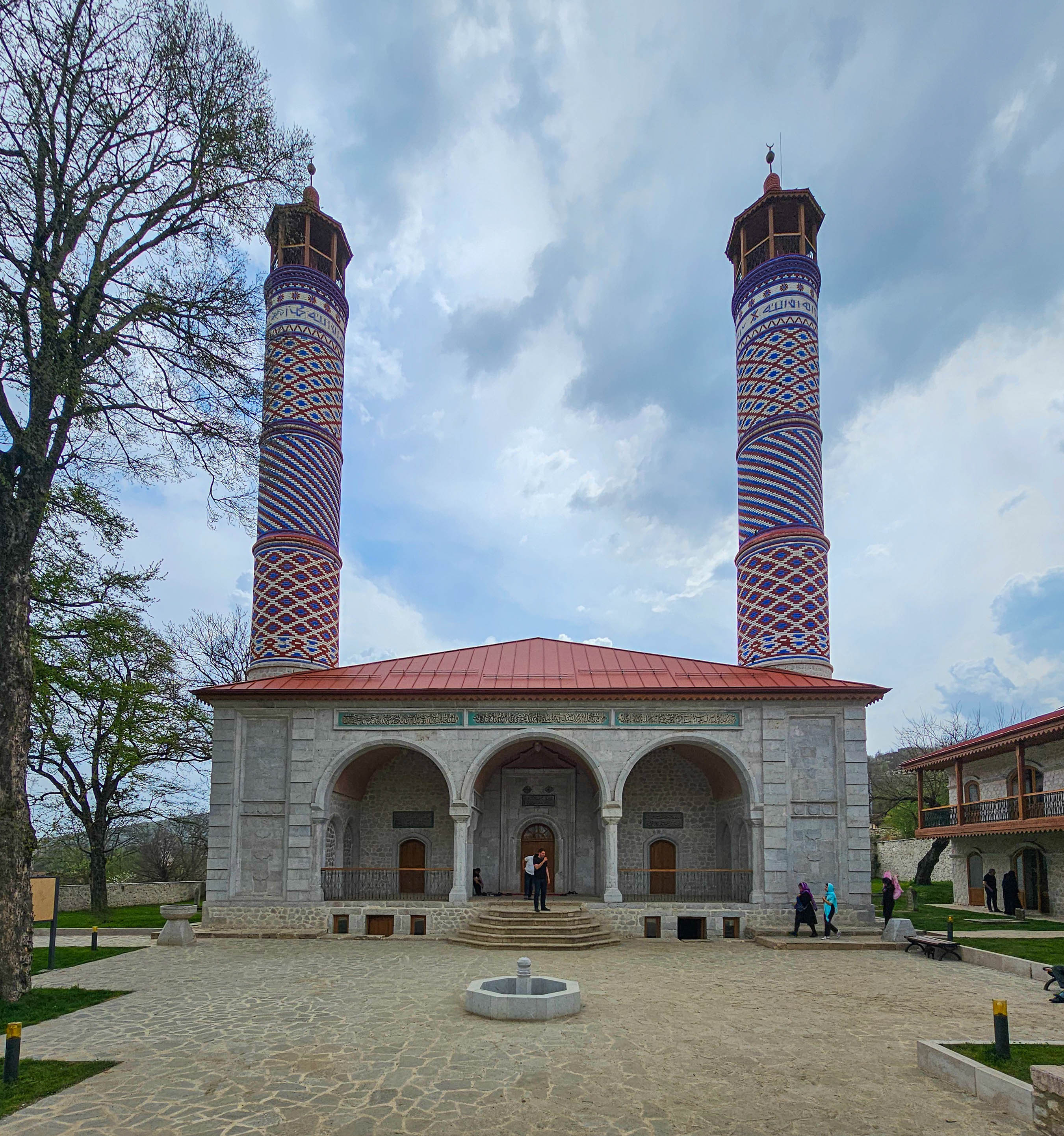
Верхняя мечеть Гевхар-аги, Шуша, XVIII век
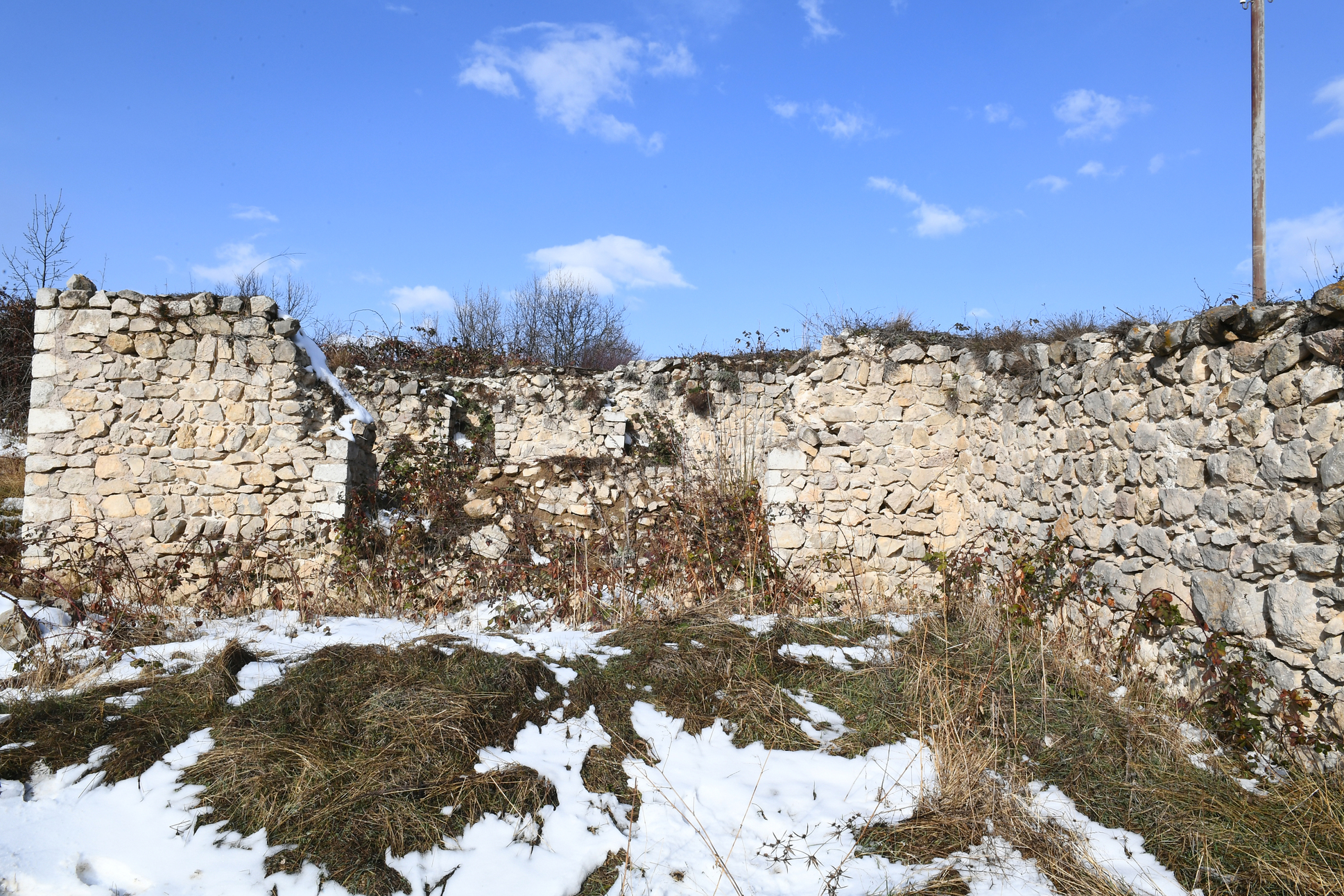
Останки замка Панах Али-хана, Шуша, XVIII век
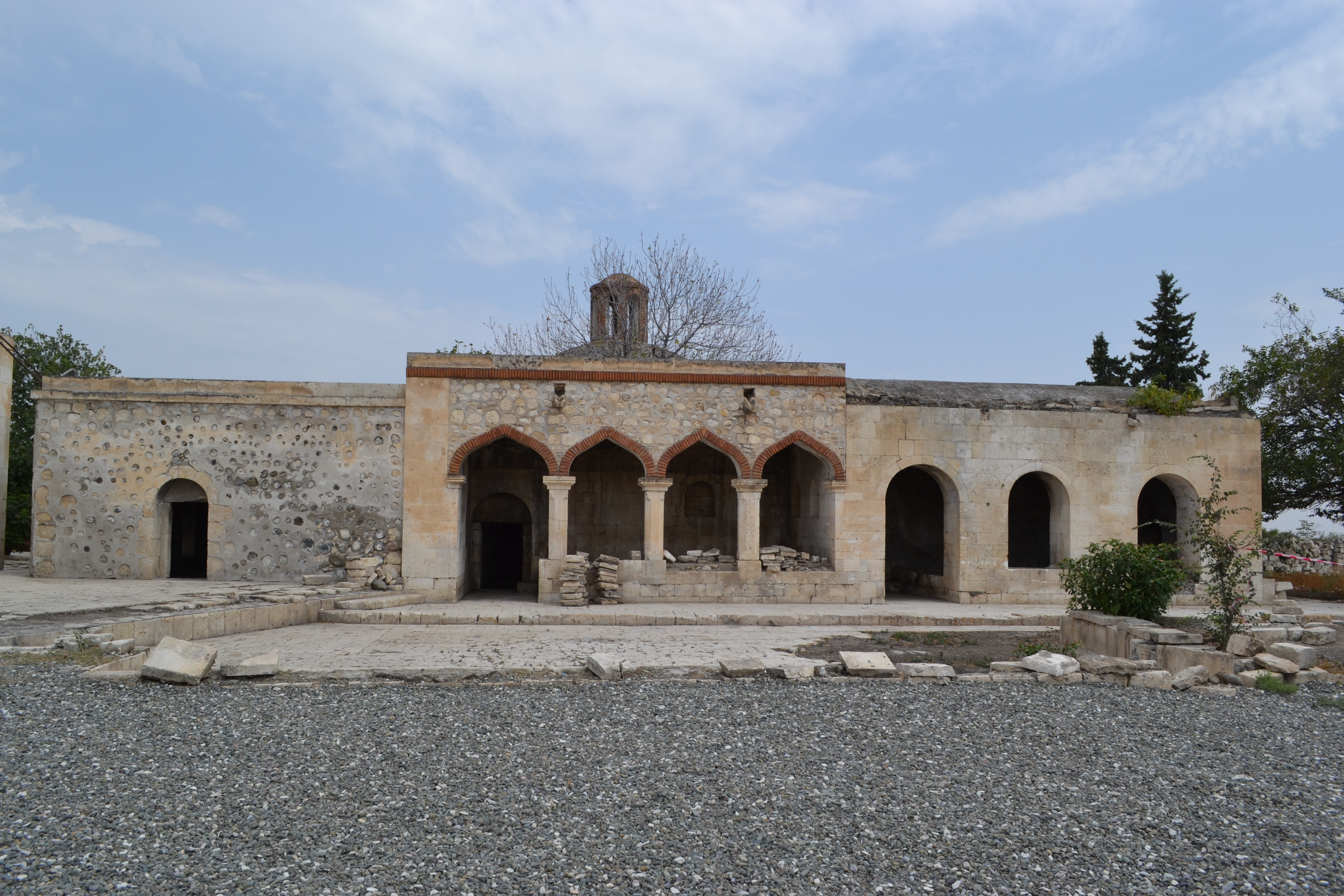
Дворец Панах Али-хана, Агдам, XVIII век
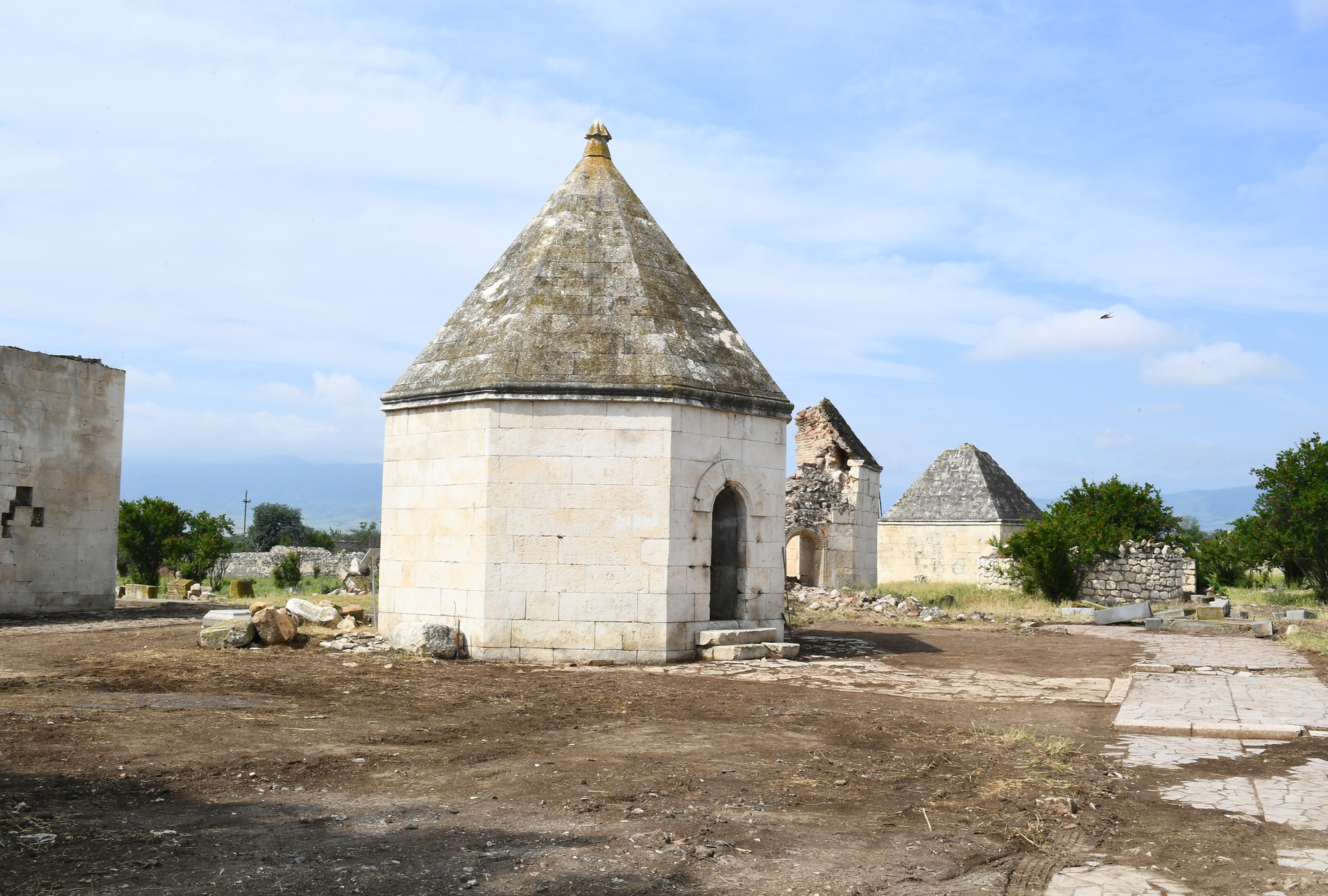
Родовое кладбище Джеванширов, Агдам, XVIII век
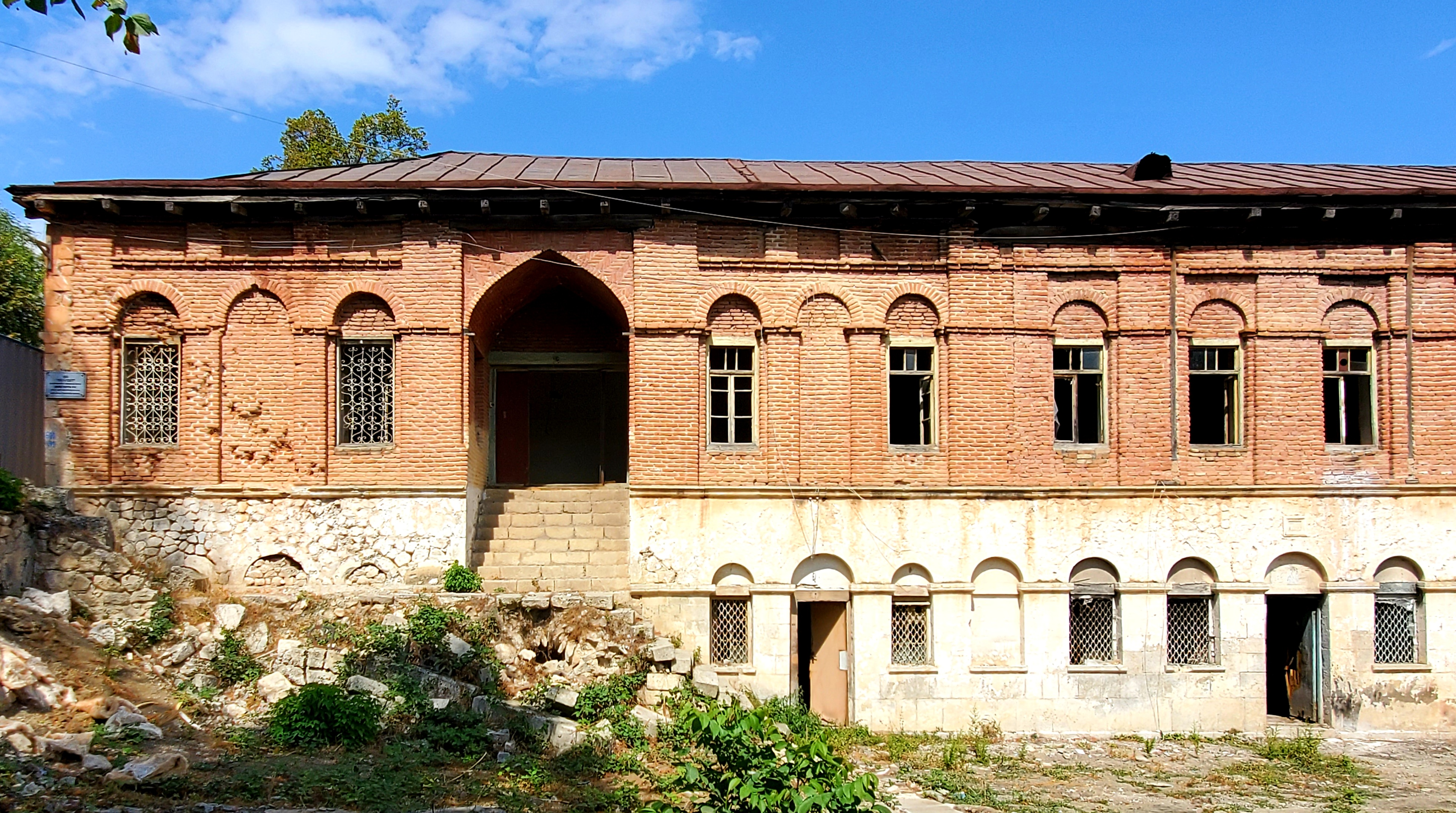
Дом Асад бека, Шуша, XVIII век

## Генеалогическое древо карабахских ханов
|  |  |  |  |                                 |                                 |                                 |                                 |                                 |                                 |  |  |                               |                               |                               |                               |                               |                               |  |  |                                |                                |                                |                                |                                |                                |                          |                          |                               |                               |                               |                               |                                     |                                     |                                     |                                     |                                     |                                     |                                   |                                   |                                   |                                   |  |  |                            |                            |                            |                            |                            |                            |  |  |                             |                             |                             |                             |                             |                             |  |  |                               |                               |                               |                               |                               |                               |  |  |  |  |                          |                          |                          |                          |                          |                          |  |  |  |  |  |  |  |  |  |  |  |  |  |  |  |  |  |  |  |  |  |  |  |  |  |  |  |  |  |  |  |  |  |  |  |  |  |  |  |  |  |  |  |  |  |  |  |  |  |  |  |  |  |  |
|  |  |  |  |                                 |                                 |                                 |                                 | Ибрагим Халил-ага               |                                 |  |  |                               |                               |                               |                               |                               |                               |  |  |                                |                                |                                |                                |                                |                                |                          |                          |                               |                               |                               |                               |                                     |                                     |                                     |                                     |                                     |                                     |                                   |                                   |                                   |                                   |  |  |                            |                            |                            |                            |                            |                            |  |  |                             |                             |                             |                             |                             |                             |  |  |                               |                               |                               |                               |                               |                               |  |  |  |  |                          |                          |                          |                          |                          |                          |  |  |  |  |  |  |  |  |  |  |  |  |  |  |  |  |  |  |  |  |  |  |  |  |  |  |  |  |  |  |  |  |  |  |  |  |  |  |  |  |  |  |  |  |  |  |  |  |  |  |  |  |  |  |
|  |  |  |  |                                 |                                 |                                 |                                 |                                 |                                 |  |  |                               |                               |                               |                               |                               |                               |  |  |                                |                                |                                |                                |                                |                                |                          |                          |                               |                               |                               |                               |                                     |                                     |                                     |                                     |                                     |                                     |                                   |                                   |                                   |                                   |  |  |                            |                            |                            |                            |                            |                            |  |  |                             |                             |                             |                             |                             |                             |  |  |                               |                               |                               |                               |                               |                               |  |  |  |  |                          |                          |                          |                          |                          |                          |  |  |  |  |  |  |  |  |  |  |  |  |  |  |  |  |  |  |  |  |  |  |  |  |  |  |  |  |  |  |  |  |  |  |  |  |  |  |  |  |  |  |  |  |  |  |  |  |  |  |  |  |  |  |
|  |  |  |  |                                 |                                 |                                 |                                 | Панах Али-хан (?—1763)          |                                 |  |  |                               |                               |                               |                               |                               |                               |  |  |                                |                                |                                |                                |                                |                                |                          |                          |                               |                               |                               |                               |                                     |                                     |                                     |                                     |                                     |                                     |                                   |                                   |                                   |                                   |  |  |                            |                            |                            |                            |                            |                            |  |  |                             |                             |                             |                             |                             |                             |  |  |                               |                               |                               |                               |                               |                               |  |  |  |  |                          |                          |                          |                          |                          |                          |  |  |  |  |  |  |  |  |  |  |  |  |  |  |  |  |  |  |  |  |  |  |  |  |  |  |  |  |  |  |  |  |  |  |  |  |  |  |  |  |  |  |  |  |  |  |  |  |  |  |  |  |  |  |
|  |  |  |  |                                 |                                 |                                 |                                 |                                 |                                 |  |  |                               |                               |                               |                               |                               |                               |  |  |                                |                                |                                |                                |                                |                                |                          |                          |                               |                               |                               |                               |                                     |                                     |                                     |                                     |                                     |                                     |                                   |                                   |                                   |                                   |  |  |                            |                            |                            |                            |                            |                            |  |  |                             |                             |                             |                             |                             |                             |  |  |                               |                               |                               |                               |                               |                               |  |  |  |  |                          |                          |                          |                          |                          |                          |  |  |  |  |  |  |  |  |  |  |  |  |  |  |  |  |  |  |  |  |  |  |  |  |  |  |  |  |  |  |  |  |  |  |  |  |  |  |  |  |  |  |  |  |  |  |  |  |  |  |  |  |  |  |
|  |  |  |  |                                 |                                 |                                 |                                 |                                 |                                 |  |  |                               |                               |                               |                               |                               |                               |  |  |                                |                                |                                |                                |                                |                                |                          |                          |                               |                               |                               |                               |                                     |                                     |                                     |                                     |                                     |                                     |                                   |                                   |                                   |                                   |  |  |                            |                            |                            |                            |                            |                            |  |  |                             |                             |                             |                             |                             |                             |  |  |                               |                               |                               |                               |                               |                               |  |  |  |  |                          |                          |                          |                          |                          |                          |  |  |  |  |  |  |  |  |  |  |  |  |  |  |  |  |  |  |  |  |  |  |  |  |  |  |  |  |  |  |  |  |  |  |  |  |  |  |  |  |  |  |  |  |  |  |  |  |  |  |  |  |  |  |
|  |  |  |  | Ибрагим Халил-хан (1732—1806)   | Ибрагим Халил-хан (1732—1806)   | Ибрагим Халил-хан (1732—1806)   | Ибрагим Халил-хан (1732—1806)   | Ибрагим Халил-хан (1732—1806)   | Ибрагим Халил-хан (1732—1806)   |  |  |                               |                               |                               |                               |                               |                               |  |  |                                |                                |                                |                                |                                |                                |                          |                          |                               |                               |                               |                               |                                     |                                     |                                     |                                     |                                     |                                     |                                   |                                   |                                   |                                   |  |  |                            |                            |                            |                            |                            |                            |  |  |                             |                             |                             |                             |                             |                             |  |  |                               |                               |                               |                               |                               |                               |  |  |  |  | Мехрали-бек (1735—1785)  | Мехрали-бек (1735—1785)  | Мехрали-бек (1735—1785)  | Мехрали-бек (1735—1785)  | Мехрали-бек (1735—1785)  | Мехрали-бек (1735—1785)  |  |  |  |  |  |  |  |  |  |  |  |  |  |  |  |  |  |  |  |  |  |  |  |  |  |  |  |  |  |  |  |  |  |  |  |  |  |  |  |  |  |  |  |  |  |  |  |  |  |  |  |  |  |  |
|  |  |  |  | Ибрагим Халил-хан (1732—1806)   | Ибрагим Халил-хан (1732—1806)   | Ибрагим Халил-хан (1732—1806)   | Ибрагим Халил-хан (1732—1806)   | Ибрагим Халил-хан (1732—1806)   | Ибрагим Халил-хан (1732—1806)   |  |  |                               |                               |                               |                               |                               |                               |  |  |                                |                                |                                |                                |                                |                                |                          |                          |                               |                               |                               |                               |                                     |                                     |                                     |                                     |                                     |                                     |                                   |                                   |                                   |                                   |  |  |                            |                            |                            |                            |                            |                            |  |  |                             |                             |                             |                             |                             |                             |  |  |                               |                               |                               |                               |                               |                               |  |  |  |  | Мехрали-бек (1735—1785)  | Мехрали-бек (1735—1785)  | Мехрали-бек (1735—1785)  | Мехрали-бек (1735—1785)  | Мехрали-бек (1735—1785)  | Мехрали-бек (1735—1785)  |  |  |  |  |  |  |  |  |  |  |  |  |  |  |  |  |  |  |  |  |  |  |  |  |  |  |  |  |  |  |  |  |  |  |  |  |  |  |  |  |  |  |  |  |  |  |  |  |  |  |  |  |  |  |
|  |  |  |  |                                 |                                 |                                 |                                 |                                 |                                 |  |  |                               |                               |                               |                               |                               |                               |  |  |                                |                                |                                |                                |                                |                                |                          |                          |                               |                               |                               |                               |                                     |                                     |                                     |                                     |                                     |                                     |                                   |                                   |                                   |                                   |  |  |                            |                            |                            |                            |                            |                            |  |  |                             |                             |                             |                             |                             |                             |  |  |                               |                               |                               |                               |                               |                               |  |  |  |  |                          |                          |                          |                          |                          |                          |  |  |  |  |  |  |  |  |  |  |  |  |  |  |  |  |  |  |  |  |  |  |  |  |  |  |  |  |  |  |  |  |  |  |  |  |  |  |  |  |  |  |  |  |  |  |  |  |  |  |  |  |  |  |
|  |  |  |  | Мамедгасан-ага (1755—1806)      | Мамедгасан-ага (1755—1806)      | Мамедгасан-ага (1755—1806)      | Мамедгасан-ага (1755—1806)      | Мамедгасан-ага (1755—1806)      | Мамедгасан-ага (1755—1806)      |  |  | Джавад-ага (1757—1779)        | Джавад-ага (1757—1779)        | Джавад-ага (1757—1779)        | Джавад-ага (1757—1779)        | Джавад-ага (1757—1779)        | Джавад-ага (1757—1779)        |  |  | Мехтикули-хан                  | Мехтикули-хан                  | Мехтикули-хан                  | Мехтикули-хан                  | Мехтикули-хан                  | Мехтикули-хан                  |                          |                          | Абульфат-хан Тути (1766—1839) | Абульфат-хан Тути (1766—1839) | Абульфат-хан Тути (1766—1839) | Абульфат-хан Тути (1766—1839) | Абульфат-хан Тути (1766—1839)       | Абульфат-хан Тути (1766—1839)       |                                     |                                     | Агабейим-ага Агабаджи (1782—1831)   | Агабейим-ага Агабаджи (1782—1831)   | Агабейим-ага Агабаджи (1782—1831) | Агабейим-ага Агабаджи (1782—1831) | Агабейим-ага Агабаджи (1782—1831) | Агабейим-ага Агабаджи (1782—1831) |  |  | Ханлар-ага (ок. 1785—1832) | Ханлар-ага (ок. 1785—1832) | Ханлар-ага (ок. 1785—1832) | Ханлар-ага (ок. 1785—1832) | Ханлар-ага (ок. 1785—1832) | Ханлар-ага (ок. 1785—1832) |  |  | Мамед Касим-ага (?—до 1843) | Мамед Касим-ага (?—до 1843) | Мамед Касим-ага (?—до 1843) | Мамед Касим-ага (?—до 1843) | Мамед Касим-ага (?—до 1843) | Мамед Касим-ага (?—до 1843) |  |  | Гевхар-ага (ок. 1796—до 1844) | Гевхар-ага (ок. 1796—до 1844) | Гевхар-ага (ок. 1796—до 1844) | Гевхар-ага (ок. 1796—до 1844) | Гевхар-ага (ок. 1796—до 1844) | Гевхар-ага (ок. 1796—до 1844) |  |  |  |  | Мухаммед-бек (1762—1797) | Мухаммед-бек (1762—1797) | Мухаммед-бек (1762—1797) | Мухаммед-бек (1762—1797) | Мухаммед-бек (1762—1797) | Мухаммед-бек (1762—1797) |  |  |  |  |  |  |  |  |  |  |  |  |  |  |  |  |  |  |  |  |  |  |  |  |  |  |  |  |  |  |  |  |  |  |  |  |  |  |  |  |  |  |  |  |  |  |  |  |  |  |  |  |  |  |
|  |  |  |  | Мамедгасан-ага (1755—1806)      | Мамедгасан-ага (1755—1806)      | Мамедгасан-ага (1755—1806)      | Мамедгасан-ага (1755—1806)      | Мамедгасан-ага (1755—1806)      | Мамедгасан-ага (1755—1806)      |  |  | Джавад-ага (1757—1779)        | Джавад-ага (1757—1779)        | Джавад-ага (1757—1779)        | Джавад-ага (1757—1779)        | Джавад-ага (1757—1779)        | Джавад-ага (1757—1779)        |  |  | Мехтикули-хан                  | Мехтикули-хан                  | Мехтикули-хан                  | Мехтикули-хан                  | Мехтикули-хан                  | Мехтикули-хан                  |                          |                          | Абульфат-хан Тути (1766—1839) | Абульфат-хан Тути (1766—1839) | Абульфат-хан Тути (1766—1839) | Абульфат-хан Тути (1766—1839) | Абульфат-хан Тути (1766—1839)       | Абульфат-хан Тути (1766—1839)       |                                     |                                     | Агабейим-ага Агабаджи (1782—1831)   | Агабейим-ага Агабаджи (1782—1831)   | Агабейим-ага Агабаджи (1782—1831) | Агабейим-ага Агабаджи (1782—1831) | Агабейим-ага Агабаджи (1782—1831) | Агабейим-ага Агабаджи (1782—1831) |  |  | Ханлар-ага (ок. 1785—1832) | Ханлар-ага (ок. 1785—1832) | Ханлар-ага (ок. 1785—1832) | Ханлар-ага (ок. 1785—1832) | Ханлар-ага (ок. 1785—1832) | Ханлар-ага (ок. 1785—1832) |  |  | Мамед Касим-ага (?—до 1843) | Мамед Касим-ага (?—до 1843) | Мамед Касим-ага (?—до 1843) | Мамед Касим-ага (?—до 1843) | Мамед Касим-ага (?—до 1843) | Мамед Касим-ага (?—до 1843) |  |  | Гевхар-ага (ок. 1796—до 1844) | Гевхар-ага (ок. 1796—до 1844) | Гевхар-ага (ок. 1796—до 1844) | Гевхар-ага (ок. 1796—до 1844) | Гевхар-ага (ок. 1796—до 1844) | Гевхар-ага (ок. 1796—до 1844) |  |  |  |  | Мухаммед-бек (1762—1797) | Мухаммед-бек (1762—1797) | Мухаммед-бек (1762—1797) | Мухаммед-бек (1762—1797) | Мухаммед-бек (1762—1797) | Мухаммед-бек (1762—1797) |  |  |  |  |  |  |  |  |  |  |  |  |  |  |  |  |  |  |  |  |  |  |  |  |  |  |  |  |  |  |  |  |  |  |  |  |  |  |  |  |  |  |  |  |  |  |  |  |  |  |  |  |  |  |
|  |  |  |  |                                 |                                 |                                 |                                 |                                 |                                 |  |  |                               |                               |                               |                               |                               |                               |  |  |                                |                                |                                |                                |                                |                                |                          |                          |                               |                               |                               |                               |                                     |                                     |                                     |                                     |                                     |                                     |                                   |                                   |                                   |                                   |  |  |                            |                            |                            |                            |                            |                            |  |  |                             |                             |                             |                             |                             |                             |  |  |                               |                               |                               |                               |                               |                               |  |  |  |  |                          |                          |                          |                          |                          |                          |  |  |  |  |  |  |  |  |  |  |  |  |  |  |  |  |  |  |  |  |  |  |  |  |  |  |  |  |  |  |  |  |  |  |  |  |  |  |  |  |  |  |  |  |  |  |  |  |  |  |  |  |  |  |
|  |  |  |  | Джафаркули-хан Нава (1785—1866) | Джафаркули-хан Нава (1785—1866) | Джафаркули-хан Нава (1785—1866) | Джафаркули-хан Нава (1785—1866) | Джафаркули-хан Нава (1785—1866) | Джафаркули-хан Нава (1785—1866) |  |  | Ханджан-ага (ок.1793—до 1844) | Ханджан-ага (ок.1793—до 1844) | Ханджан-ага (ок.1793—до 1844) | Ханджан-ага (ок.1793—до 1844) | Ханджан-ага (ок.1793—до 1844) | Ханджан-ага (ок.1793—до 1844) |  |  | Хуршидбану Натаван (1832—1897) | Хуршидбану Натаван (1832—1897) | Хуршидбану Натаван (1832—1897) | Хуршидбану Натаван (1832—1897) | Хуршидбану Натаван (1832—1897) | Хуршидбану Натаван (1832—1897) |                          |                          |                               |                               |                               |                               |                                     |                                     |                                     |                                     |                                     |                                     |                                   |                                   |                                   |                                   |  |  |                            |                            |                            |                            |                            |                            |  |  | Паша-ага                    | Паша-ага                    | Паша-ага                    | Паша-ага                    | Паша-ага                    | Паша-ага                    |  |  |                               |                               |                               |                               |                               |                               |  |  |  |  | Джафар Кули-бек          | Джафар Кули-бек          | Джафар Кули-бек          | Джафар Кули-бек          | Джафар Кули-бек          | Джафар Кули-бек          |  |  |  |  |  |  |  |  |  |  |  |  |  |  |  |  |  |  |  |  |  |  |  |  |  |  |  |  |  |  |  |  |  |  |  |  |  |  |  |  |  |  |  |  |  |  |  |  |  |  |  |  |  |  |
|  |  |  |  | Джафаркули-хан Нава (1785—1866) | Джафаркули-хан Нава (1785—1866) | Джафаркули-хан Нава (1785—1866) | Джафаркули-хан Нава (1785—1866) | Джафаркули-хан Нава (1785—1866) | Джафаркули-хан Нава (1785—1866) |  |  | Ханджан-ага (ок.1793—до 1844) | Ханджан-ага (ок.1793—до 1844) | Ханджан-ага (ок.1793—до 1844) | Ханджан-ага (ок.1793—до 1844) | Ханджан-ага (ок.1793—до 1844) | Ханджан-ага (ок.1793—до 1844) |  |  | Хуршидбану Натаван (1832—1897) | Хуршидбану Натаван (1832—1897) | Хуршидбану Натаван (1832—1897) | Хуршидбану Натаван (1832—1897) | Хуршидбану Натаван (1832—1897) | Хуршидбану Натаван (1832—1897) |                          |                          |                               |                               |                               |                               |                                     |                                     |                                     |                                     |                                     |                                     |                                   |                                   |                                   |                                   |  |  |                            |                            |                            |                            |                            |                            |  |  | Паша-ага                    | Паша-ага                    | Паша-ага                    | Паша-ага                    | Паша-ага                    | Паша-ага                    |  |  |                               |                               |                               |                               |                               |                               |  |  |  |  | Джафар Кули-бек          | Джафар Кули-бек          | Джафар Кули-бек          | Джафар Кули-бек          | Джафар Кули-бек          | Джафар Кули-бек          |  |  |  |  |  |  |  |  |  |  |  |  |  |  |  |  |  |  |  |  |  |  |  |  |  |  |  |  |  |  |  |  |  |  |  |  |  |  |  |  |  |  |  |  |  |  |  |  |  |  |  |  |  |  |
|  |  |  |  |                                 |                                 |                                 |                                 |                                 |                                 |  |  |                               |                               |                               |                               |                               |                               |  |  |                                |                                |                                |                                |                                |                                |                          |                          |                               |                               |                               |                               |                                     |                                     |                                     |                                     |                                     |                                     |                                   |                                   |                                   |                                   |  |  |                            |                            |                            |                            |                            |                            |  |  |                             |                             |                             |                             |                             |                             |  |  |                               |                               |                               |                               |                               |                               |  |  |  |  |                          |                          |                          |                          |                          |                          |  |  |  |  |  |  |  |  |  |  |  |  |  |  |  |  |  |  |  |  |  |  |  |  |  |  |  |  |  |  |  |  |  |  |  |  |  |  |  |  |  |  |  |  |  |  |  |  |  |  |  |  |  |  |
|  |  |  |  |                                 |                                 |                                 |                                 |                                 |                                 |  |  | Махмуд-ага                    | Махмуд-ага                    | Махмуд-ага                    | Махмуд-ага                    | Махмуд-ага                    | Махмуд-ага                    |  |  | Мехтикули-хан Вафа (1855—1900) | Мехтикули-хан Вафа (1855—1900) | Мехтикули-хан Вафа (1855—1900) | Мехтикули-хан Вафа (1855—1900) | Мехтикули-хан Вафа (1855—1900) | Мехтикули-хан Вафа (1855—1900) |                          |                          | Ханбика Ханум (1856—1921)     | Ханбика Ханум (1856—1921)     | Ханбика Ханум (1856—1921)     | Ханбика Ханум (1856—1921)     | Ханбика Ханум (1856—1921)           | Ханбика Ханум (1856—1921)           |                                     |                                     |                                     |                                     |                                   |                                   |                                   |                                   |  |  |                            |                            |                            |                            |                            |                            |  |  | Азад-хан                    | Азад-хан                    | Азад-хан                    | Азад-хан                    | Азад-хан                    | Азад-хан                    |  |  |                               |                               |                               |                               |                               |                               |  |  |  |  | Ахмед-бек (1823—1903)    | Ахмед-бек (1823—1903)    | Ахмед-бек (1823—1903)    | Ахмед-бек (1823—1903)    | Ахмед-бек (1823—1903)    | Ахмед-бек (1823—1903)    |  |  |  |  |  |  |  |  |  |  |  |  |  |  |  |  |  |  |  |  |  |  |  |  |  |  |  |  |  |  |  |  |  |  |  |  |  |  |  |  |  |  |  |  |  |  |  |  |  |  |  |  |  |  |
|  |  |  |  |                                 |                                 |                                 |                                 |                                 |                                 |  |  | Махмуд-ага                    | Махмуд-ага                    | Махмуд-ага                    | Махмуд-ага                    | Махмуд-ага                    | Махмуд-ага                    |  |  | Мехтикули-хан Вафа (1855—1900) | Мехтикули-хан Вафа (1855—1900) | Мехтикули-хан Вафа (1855—1900) | Мехтикули-хан Вафа (1855—1900) | Мехтикули-хан Вафа (1855—1900) | Мехтикули-хан Вафа (1855—1900) |                          |                          | Ханбика Ханум (1856—1921)     | Ханбика Ханум (1856—1921)     | Ханбика Ханум (1856—1921)     | Ханбика Ханум (1856—1921)     | Ханбика Ханум (1856—1921)           | Ханбика Ханум (1856—1921)           |                                     |                                     |                                     |                                     |                                   |                                   |                                   |                                   |  |  |                            |                            |                            |                            |                            |                            |  |  | Азад-хан                    | Азад-хан                    | Азад-хан                    | Азад-хан                    | Азад-хан                    | Азад-хан                    |  |  |                               |                               |                               |                               |                               |                               |  |  |  |  | Ахмед-бек (1823—1903)    | Ахмед-бек (1823—1903)    | Ахмед-бек (1823—1903)    | Ахмед-бек (1823—1903)    | Ахмед-бек (1823—1903)    | Ахмед-бек (1823—1903)    |  |  |  |  |  |  |  |  |  |  |  |  |  |  |  |  |  |  |  |  |  |  |  |  |  |  |  |  |  |  |  |  |  |  |  |  |  |  |  |  |  |  |  |  |  |  |  |  |  |  |  |  |  |  |
|  |  |  |  |                                 |                                 |                                 |                                 |                                 |                                 |  |  |                               |                               |                               |                               |                               |                               |  |  |                                |                                |                                |                                |                                |                                |                          |                          |                               |                               |                               |                               |                                     |                                     |                                     |                                     |                                     |                                     |                                   |                                   |                                   |                                   |  |  |                            |                            |                            |                            |                            |                            |  |  |                             |                             |                             |                             |                             |                             |  |  |                               |                               |                               |                               |                               |                               |  |  |  |  |                          |                          |                          |                          |                          |                          |  |  |  |  |  |  |  |  |  |  |  |  |  |  |  |  |  |  |  |  |  |  |  |  |  |  |  |  |  |  |  |  |  |  |  |  |  |  |  |  |  |  |  |  |  |  |  |  |  |  |  |  |  |  |
|  |  |  |  |                                 |                                 |                                 |                                 |                                 |                                 |  |  | Аслан                         | Аслан                         | Аслан                         | Аслан                         | Аслан                         | Аслан                         |  |  |                                |                                | Бахрам-хан Нахичеванский       | Бахрам-хан Нахичеванский       | Бахрам-хан Нахичеванский       | Бахрам-хан Нахичеванский       | Бахрам-хан Нахичеванский | Бахрам-хан Нахичеванский |                               |                               |                               |                               | Акбар-хан Нахичеванский (1873—1961) | Акбар-хан Нахичеванский (1873—1961) | Акбар-хан Нахичеванский (1873—1961) | Акбар-хан Нахичеванский (1873—1961) | Акбар-хан Нахичеванский (1873—1961) | Акбар-хан Нахичеванский (1873—1961) |                                   |                                   |                                   |                                   |  |  |                            |                            |                            |                            |                            |                            |  |  | Бехбуд-хан (1877—1921)      | Бехбуд-хан (1877—1921)      | Бехбуд-хан (1877—1921)      | Бехбуд-хан (1877—1921)      | Бехбуд-хан (1877—1921)      | Бехбуд-хан (1877—1921)      |  |  |                               |                               |                               |                               |                               |                               |  |  |  |  | Гамида (1873—1955)       | Гамида (1873—1955)       | Гамида (1873—1955)       | Гамида (1873—1955)       | Гамида (1873—1955)       | Гамида (1873—1955)       |  |  |  |  |  |  |  |  |  |  |  |  |  |  |  |  |  |  |  |  |  |  |  |  |  |  |  |  |  |  |  |  |  |  |  |  |  |  |  |  |  |  |  |  |  |  |  |  |  |  |  |  |  |  |
|  |  |  |  |                                 |                                 |                                 |                                 |                                 |                                 |  |  | Аслан                         | Аслан                         | Аслан                         | Аслан                         | Аслан                         | Аслан                         |  |  |                                |                                | Бахрам-хан Нахичеванский       | Бахрам-хан Нахичеванский       | Бахрам-хан Нахичеванский       | Бахрам-хан Нахичеванский       | Бахрам-хан Нахичеванский | Бахрам-хан Нахичеванский |                               |                               |                               |                               | Акбар-хан Нахичеванский (1873—1961) | Акбар-хан Нахичеванский (1873—1961) | Акбар-хан Нахичеванский (1873—1961) | Акбар-хан Нахичеванский (1873—1961) | Акбар-хан Нахичеванский (1873—1961) | Акбар-хан Нахичеванский (1873—1961) |                                   |                                   |                                   |                                   |  |  |                            |                            |                            |                            |                            |                            |  |  | Бехбуд-хан (1877—1921)      | Бехбуд-хан (1877—1921)      | Бехбуд-хан (1877—1921)      | Бехбуд-хан (1877—1921)      | Бехбуд-хан (1877—1921)      | Бехбуд-хан (1877—1921)      |  |  |                               |                               |                               |                               |                               |                               |  |  |  |  | Гамида (1873—1955)       | Гамида (1873—1955)       | Гамида (1873—1955)       | Гамида (1873—1955)       | Гамида (1873—1955)       | Гамида (1873—1955)       |  |  |  |  |  |  |  |  |  |  |  |  |  |  |  |  |  |  |  |  |  |  |  |  |  |  |  |  |  |  |  |  |  |  |  |  |  |  |  |  |  |  |  |  |  |  |  |  |  |  |  |  |  |  |
|  |  |  |  |                                 |                                 |                                 |                                 |                                 |                                 |  |  | Хан Шушинский (1901—1979)     |                               |                               |                               |                               |                               |  |  |                                |                                |                                |                                |                                |                                |                          |                          |                               |                               |                               |                               |                                     |                                     |                                     |                                     |                                     |                                     |                                   |                                   |                                   |                                   |  |  |                            |                            |                            |                            |                            |                            |  |  |                             |                             |                             |                             |                             |                             |  |  |                               |                               |                               |                               |                               |                               |  |  |  |  |                          |                          |                          |                          |                          |                          |  |  |  |  |  |  |  |  |  |  |  |  |  |  |  |  |  |  |  |  |  |  |  |  |  |  |  |  |  |  |  |  |  |  |  |  |  |  |  |  |  |  |  |  |  |  |  |  |  |  |  |  |  |  |